# Brzeg (miasto)
Brzegⓘ (niem. Briegⓘ) – miasto w Polsce położone w województwie opolskim, siedziba powiatu brzeskiego. Historycznie leży na Dolnym Śląsku, na skraju Równiny Grodkowskiej, będącej częścią Niziny Śląskiej.
Przez miasto przepływa Odra.
W latach 1975–1998 miasto administracyjnie należało do ówczesnego województwa opolskiego.
Według danych GUS z 1 stycznia 2024 roku miasto liczy 33 403 mieszkańców.

## Geografia

### Położenie
Brzeg jest położony w zachodniej części województwa opolskiego nad Odrą, we wschodniej części Równiny Grodkowskiej. Jest gminą miejską, z siedzibą starostwa powiatu brzeskiego.

### Środowisko naturalne
W Brzegu panuje klimat umiarkowany ciepły. Średnia temperatura roczna wynosi +8,5 °C. Duże zróżnicowanie dotyczy termicznych pór roku. Średnie roczne opady atmosferyczne w rejonie Brzegu wynoszą 566 mm. Dominują wiatry zachodnie.

### Podział miasta
Według Krajowego Rejestru Urzędowego Podziału Terytorialnego Kraju częściami Brzegu są:
- Brygidki
- Czerwone Koszary
- Parkowa Druga
- Rataje
- Zacisze

W mieście znajdują się również osiedla:
- os. Cztery Korony[4]
- os. Westerplatte[5]
- os. Wolności[6]
- os. Tęczowe[7]
- os. Tivoli[8]

## Nazwa

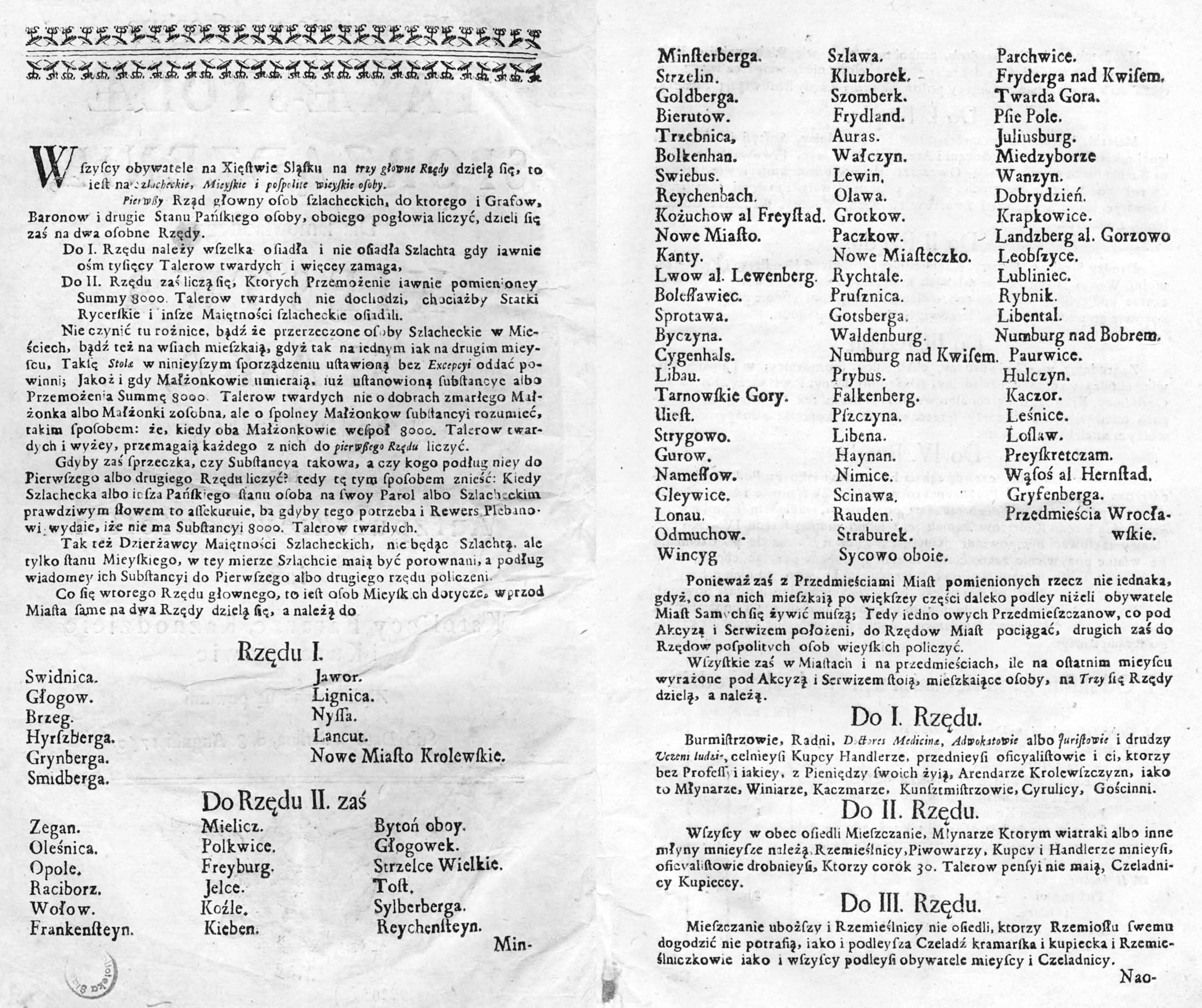
Nazwa Brzeg wśród innych nazw miejscowości śląskich w wydanym w języku polskim w Berlinie urzędowym dokumencie pruskim z 1750 roku

Nazwa miasta pochodzi od polskiej nazwy na brzeg rzeki. Niemiecki nauczyciel Heinrich Adamy w swoim dziele o nazwach miejscowości na Śląsku, wydanym w 1888 roku we Wrocławiu, wymienia trzy nazwy miasta zanotowane w dokumentach z 1178 roku Berega, Brega i polską Brzeg podając ich znaczenie Stadt auf dem hohen Ufer, tj. miasto na wysokim brzegu.
Miejscowość wymieniona została w łacińskim dokumencie z 1250 roku, wydanym przez kancelarię księcia Henryka III Białego, gdzie miasto zanotowano po łacinie – Alta ripa, którą Colmar Grünhagen (edytor publikujący dokumenty brzeskie) przetłumaczył: Der alte name fur Brieg, im Slawischen wyssoki brzeg, czyli po polsku Stara nazwa Brzegu, w języku słowiańskim Wysoki Brzeg. Ta łacińska nazwa pojawia się wielokrotnie w średniowiecznych dokumentach związanych z miastem.
W łacińskiej Liber fundationis episcopatus Vratislaviensis (pol. Księga uposażeń biskupstwa wrocławskiego) spisanej w latach 1295–1305 za czasów biskupa Henryka z Wierzbna, miejscowość wymieniona została w zlatynizowanej formie Brega. W roku 1613 śląski regionalista i historyk Mikołaj Henel z Prudnika wymienił miejscowość w swoim dziele o geografii Śląska pt. Silesiographia podając jej łacińskie nazwy: Brega, Bregum. W dziele Matthäusa Meriana Topographia Bohemiae, Moraviae et Silesiae z 1650 roku, miasto zanotowane jest pod dwiema nazwami Brig i Briegk.
W pruskim urzędowym dokumencie z 1750 roku, wydanym języku polskim w Berlinie przez króla pruskiego Fryderyka Wielkiego, miasto zostało wymienione pośród innych śląskich miejscowości pod nazwą Brzeg. Słownik geograficzny Królestwa Polskiego, wydany w latach 1880–1904, podaje polską nazwę miejscowości Brzeg i niemiecką Brieg.
Nazwę Brzeg w książce Krótki rys jeografii Szląska dla nauki początkowej, wydanej w Głogówku w 1847 roku, wymienia górnośląski pisarz i ksiądz, Józef Lompa. Polską nazwę Brzeg oraz niemiecką Brieg wymienia również górnośląski pisarz i ksiądz Konstanty Damrot w książce o nazewnictwie miejscowym na Śląsku, wydanej w 1896 roku. Damrot podaje także starszą nazwę miejscowości, pochodzącą z łacińskiego dokumentu z roku 1234 Visoke breg (pol. Wisokibrzeg) (Wissokembreghe).

## Historia

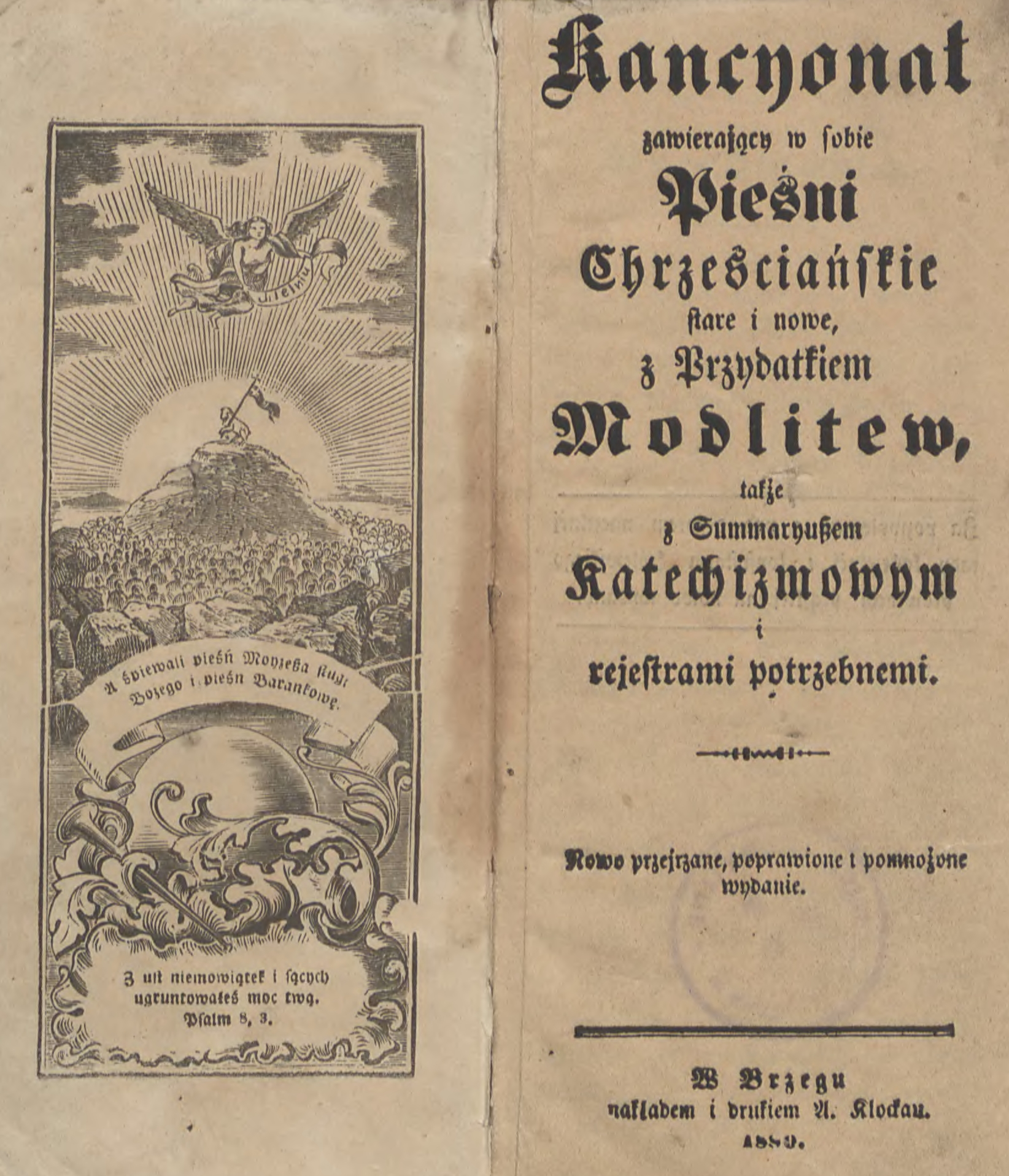
Kancjonał brzeski wydany przez Roberta Fiedlera w języku polskim w Brzegu w roku 1859

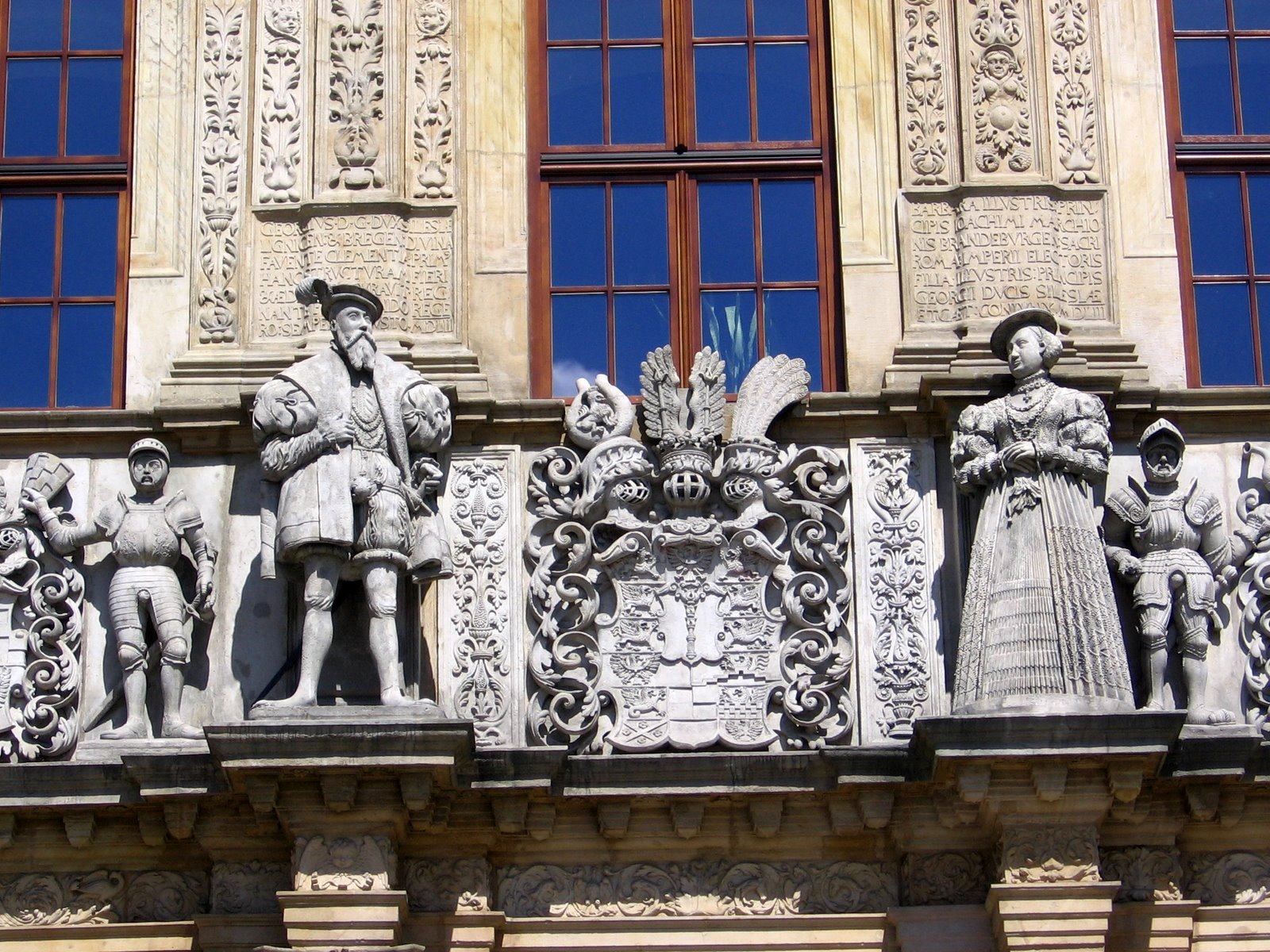
Fragment detalu na budynku bramnym przedstawiający kamienne posągi Jerzego II i jego żony Barbary oraz popiersia piastowskich władców Polski i książąt brzeskich od Piasta i Ziemowita do Fryderyka II legnicko-brzeskiego

### Historyczna legenda lokacji
Nie poparta faktami teoria mówi: Ciągłość zasiedlenia tego miejsca udokumentowana źródłami historycznymi sięga blisko 1850 lat. W czasach antycznych istniała tutaj miejscowość o nazwie Budorigum. Została odwzorowana na antycznej mapie Klaudiusza Ptolemeusza z lat 142–147 naszej ery. O tym, że miejscowość ta znajdowała się w okolicach Brzegu, informuje skorowidz nazw historycznych Orbis Latinus i wynika to z położenia wśród innych zidentyfikowanych miejscowości Śląska. Mapa ta jest zbyt mało dokładna, aby ustalić w którym dokładnie miejscu znajdowało się Budorigum. Część hipotez przyjmuje, iż znajdowała się na terenie Wrocławia.

### Średniowiecze
Pierwsza wzmianka o osadzie targowo-rybackiej Wisokibrzeg (Wissokembreghe) pochodzi z 1235. Przywilej lokacyjny księcia wrocławskiego Henryka III Białego, został nadany w 1248. Na terenie osad Wysoki Brzeg i Małkowice wytyczono regularnie rozplanowane miasto z umocnieniami obronnymi. Brzeg został zasiedlony przez kolonistów, w dużej mierze niemieckojęzyczną ludność z Saksonii i Turyngii. Na przełomie XIII i XIV wieku w mieście zaczęli się osiedlać Żydzi.
Od 1311 miasto było stolicą niezależnego księstwa brzeskiego (potem legnicko-brzeskiego i legnicko-wołowsko-brzeskiego) wydzielonego z księstwa legnickiego – we władaniu najdłuższej linii dynastii Piastów, wygasłej w 1675 na Jerzym IV Wilhelmie.
Trudne położenie polityczne zmusiło w 1329 księcia Bolesława III Rozrzutnego do złożenia hołdu lennego Czechom. W 1363 roku w związku z „czarną śmiercią” i klęską głodu oskarżono Żydów o zatruwanie studni. Wynikiem tych oskarżeń był pogrom brzeskich Żydów. W 1392 roku wszystkie długi właściciela Brzegu spłacił Jakub, syn Mojżesza, mieszkaniec miasta.
O Brzegu wspominał Jan Długosz w dziele Roczniki czyli kroniki sławnego Królestwa Polskiego.

### XVI–XX wiek
Za panowania księcia Jerzego II brzeskiego w XVI wieku doszło do rozkwitu miasta. W 1564 r. Jerzy II założył w Brzegu gimnazjum na wzór gimnazjum św. Elżbiety we Wrocławiu. Gimnazjum brzeskie stało się w krótkim czasie ośrodkiem życia umysłowego w tej części Śląska. W tym czasie o Brzegu wspominał Jan Kochanowski w utworze „Satyr albo Dziki mąż” (ok. 1564).
W 1582 roku na mocy edyktu cesarskiego nakazującego Żydom opuszczenie ziem dziedzicznych Habsburgów usunięto Żydów z Brzegu. W 1597 założona została pierwsza drukarnia przez Herberta Nebelinga. W 1618 r. Brzeg odwiedził podróżnik węgierski, Márton Szepsi Csombor, który wspomniał miasto w wydanej w 1620 r. książce „Europica varietas”.
W dniu 3 stycznia 1665 r. Dorota Elżbieta, córka księcia brzeskiego Jerzego III, ofiarowała wymienionemu wyżej gimnazjum cenny księgozbiór, pozostawiony jej przez ojca.
W połowie XVII wieku polsko-niemiecka granica językowa przebiegała niedaleko miasta; Brzeg należał do terytorium, na którym dominował język polski. W mieście działała prudnicka rodzina szlachecka Bilicerów.
10 kwietnia 1741 doszło do bitwy pod Małujowicami. Po zbombardowaniu miasta przez króla pruskiego Fryderyka II Wielkiego Brzeg przeszedł w ręce Królestwa Prus.
15 sierpnia 1842 została otwarta linia kolejowa z Wrocławia do Brzegu, będąca fragmentem najstarszej na obecnych ziemiach polskich linii kolejowej (Kolei Górnośląskiej łączącej Wrocław z Górnym Śląskiem). W 1843 Brzeg został połączony linią kolejową z Opolem i Katowicami, w 1848 z Nysą, w 1894 ze Strzelinem i w 1910 z Wiązowem.
W 1844 został oddany do użytku Most Odrzański, który zastąpił drewniany most zwodzony.
Do I wojny światowej trwał dynamiczny rozwój miasta na tle szybkiego awansu politycznego, gospodarczego i cywilizacyjnego państwa pruskiego (od 1871 jako części zjednoczonych Niemiec). W latach 1845–1914 ludność miasta została zwiększona z 11,7 tys. do 29 tys.
- rozwój przemysłu: garbarnia E.W. Molla (1811), fabryka wyrobów pasmanteryjnych T.T. Heinzego (1830), cukrownia Löbbecka (1846), gazownia miejska (1848), fabryka fortepianów H. Schutza (1874), cukrownia „Concordia” (1876), fabryka ksiąg biurowych Löwenthala (1879), fabryka pieców szamotowych (1887), fabryka wyrobów cementowych H. Bienecka (1902), a także fabryka pojazdów konnych, fabryka maszyn Güttlera, fabryka maszyn rolniczych Przillasa, fabryka krzeseł, fabryka cygar i browar[30]
- rozwój przestrzenny: wchłonięcie dotychczasowych przedmieść, usunięcie murów średniowiecznych z bramami (1863–1865)

W 1902 roku w mieście mieszkało 310 Żydów, którzy byli właścicielami 55 domów. Istniały trzy żydowskie stowarzyszenia charytatywne (opieki nad biednymi, pogrzebowe oraz liga kobiet).
W 1909 zbudowano kanał żeglowny wzdłuż Odry i portu miejskiego.
Podczas rządów burmistrza Juliusa Peppela (1895–1910): po włączeniu do miasta nowych terenów, liczba mieszkańców wzrosła o 8 tysięcy; liczne inwestycje: skanalizowanie miasta, doprowadzenie bieżącej wody, wymiana nawierzchni ulic i chodników, wybudowanie elektrowni i urządzenie parku (przez wiele lat noszącego nazwę Park Wolności, obecnie Park Wolności im. Juliusa Peppela).
W latach 1878–1928 rada miejska ufundowała liczne pomniki poświęcone niemieckim osobistościom i mężom stanu. Było to zgodne z trendem panującym w Niemczech na przełomie XIX i XX w., równocześnie jednak świadczyło o powiększaniu się zasobności kasy miejskiej i aspiracji władz Brzegu i jego społeczności. Stawianie pomników o określonej tematyce nie zostawało także bez związku z obecnością w Brzegu i jego okolicach mniejszości polskiej. W mieście do lat 50. XX w. znajdował się szachulcowy kościół ewangelicki, w którym do 1829 odprawiano msze dla ludności polskiej.

Plan miasta Brzeg, 1928 rok

27 października 1895 roku oddano do użytku nowy Most Odrzański.

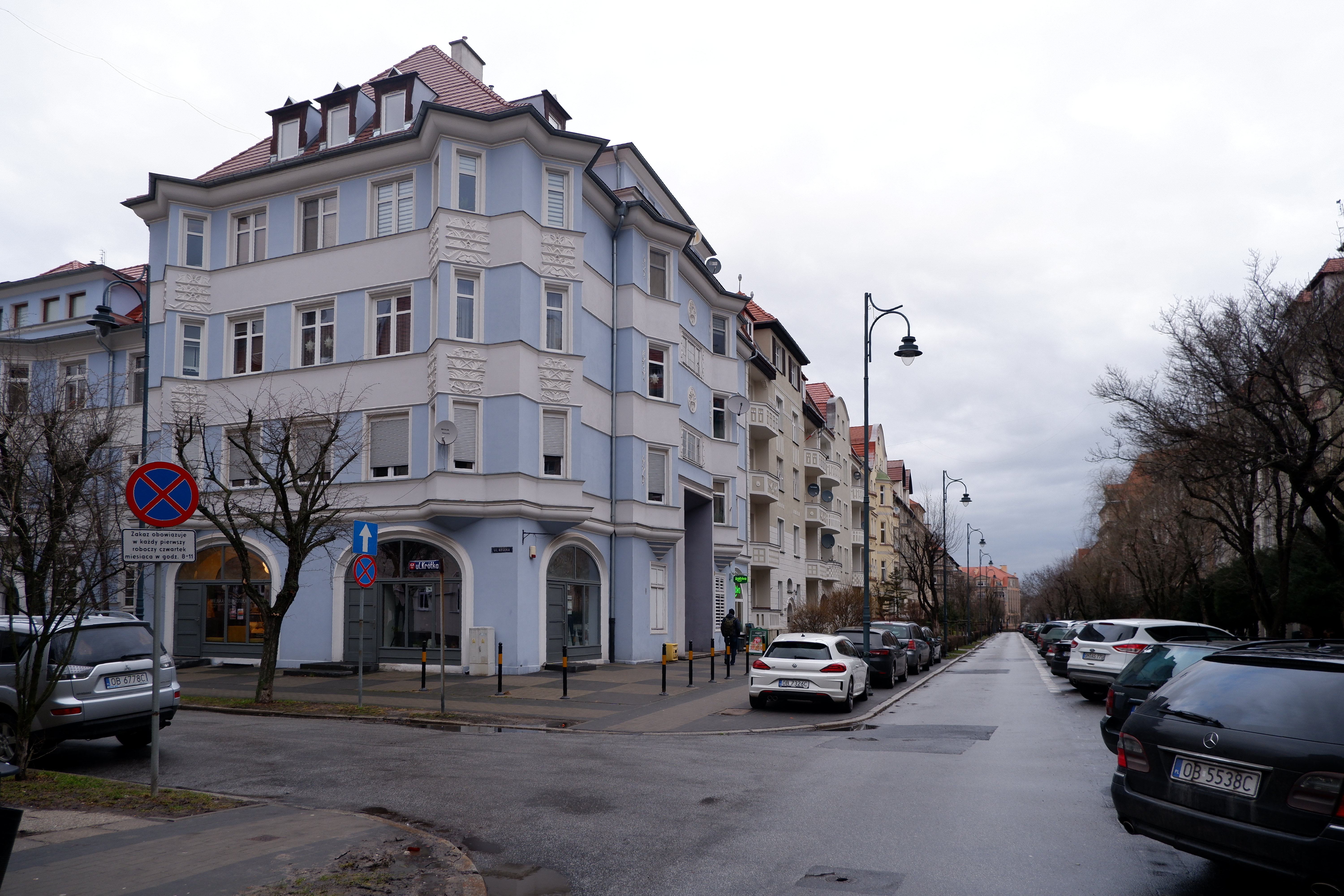
Zabudowa z okresu międzywojennego przy ulicy Piłsudskiego

Podczas nocy kryształowej narodowi-socjaliści spalili synagogę, a razem z nią zwoje Tory. Po tych wydarzeniach wielu Żydów wyjechało z miasta na Zachód.

### II wojna światowa

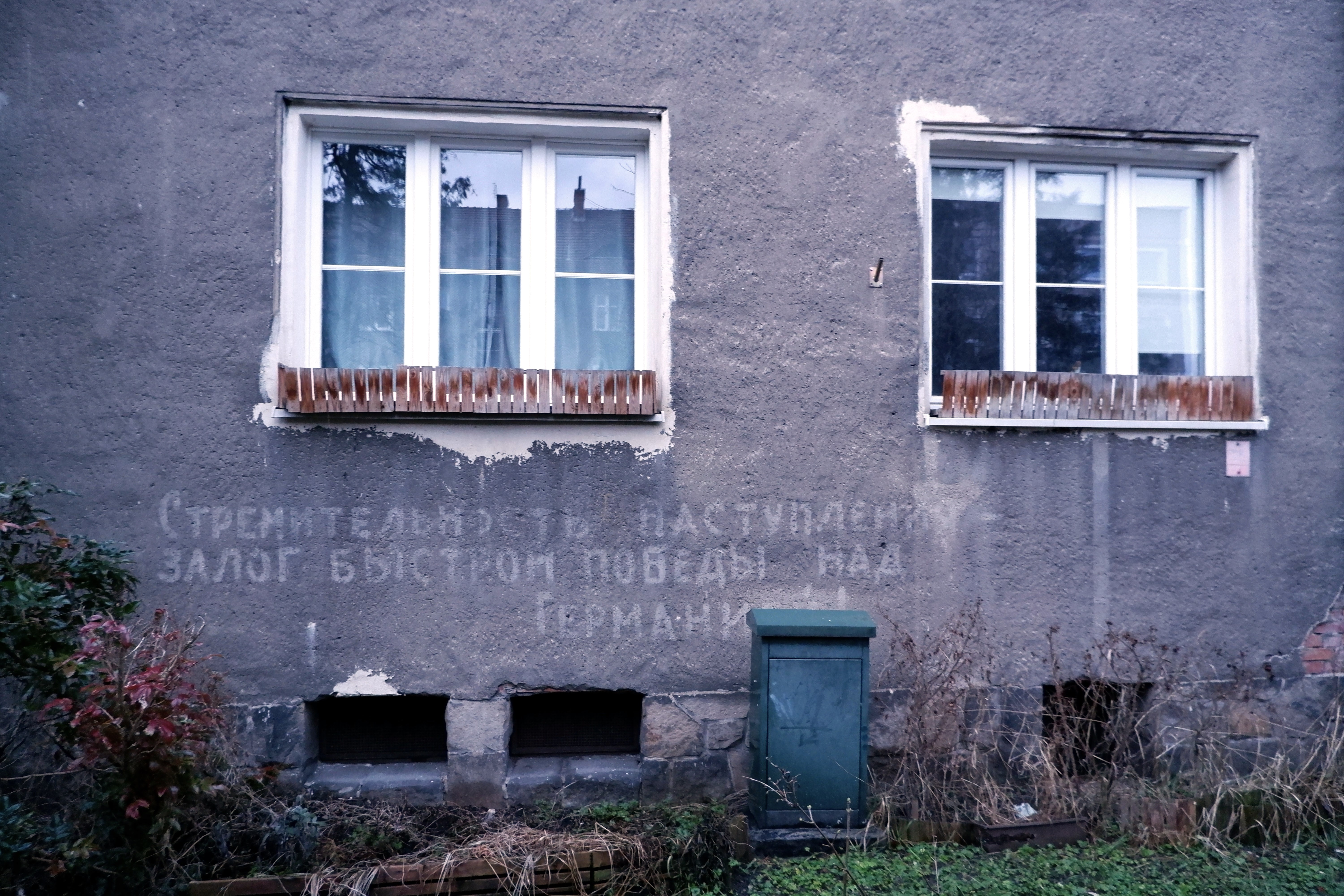
Napis Gwałtowne natarcie gwarancją szybkiego zwycięstwa nad Niemcami! (Стремительность наступления залог быстрой победы над Германией!) umieszczony przez żołnierzy radzieckich w 1945 na budynku przy ulicy Wyszyńskiego 20

W 1940 roku do Brzegu i okolic dotarł pierwszy gaz przesłany z Gazowni Miejskiej w Wałbrzychu, co znacząco wpłynęło na rozwój miasta. Jesienią 1944 w trakcie marszu ewakuacyjnego więźniów z miejscowego więzienia strażnicy niemieccy zamordowali 200 więźniów.
Radziecko-niemieckie walki o miast rozpoczęły się 23 stycznia 1945. Podczas nich Most Odrzański został poważnie uszkodzony. 6 lutego Brzeg został zajęty przez Armię Czerwoną. Podczas walk zginęło 914 żołnierzy radzieckich z 1. Frontu Ukraińskiego, potem m.in. ku ich czci na Placu Bramy Wrocławskiej został wzniesiony Pomnik Zwycięstwa. Stare miasto z szeregiem cennych zabytków legło w gruzach, ogółem zburzeniu uległo 70% substancji miejskiej.
Po wyparciu oddziałów niemieckich miasto zostało przejęte przez polską administrację. Wówczas w Brzegu i okolicy została osiedlona między innymi część polskich przesiedleńców z Kresów Wschodnich.

### Polska Ludowa

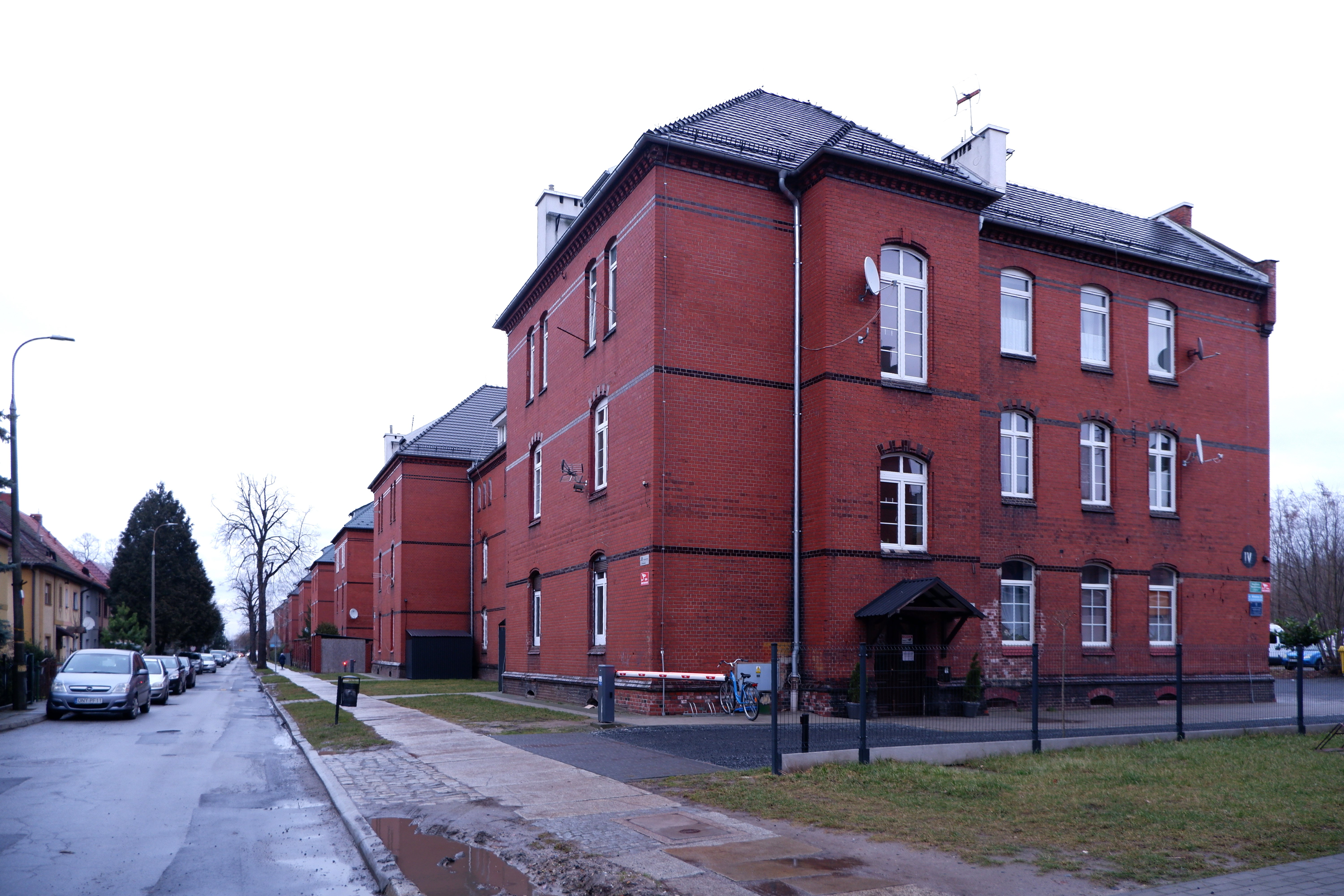
Czerwone Koszary – kompleks zajmowany w okresie PRL przez żołnierzy radzieckich

Obecna nazwa miasta została urzędowo zatwierdzona 7 maja 1946.
Po wojnie na terenie miasta i okolic działało kilkanaście oddziałów podziemia antykomunistycznego, w tym lokalne struktury organizacji Wolność i Niezawisłość. Dowodził nimi, m.in. Wincenty Mucha, który był także pierwszym komendantem niezależnego harcerskiego Hufca Brzeg.
Na święto 22 Lipca w 1951 roku otwarto Nadodrzańskie Zakłady Przemysłu Tłuszczowego
Most Piastowski został zbudowany w latach 1953–1954.
W latach 60. XX wieku trwała odbudowa najważniejszych zabytków miasta, zabudowa starego miasta blokami mieszkalnymi, a także rozwój przemysłu maszynowego, elektrotechnicznego, skórzanego i spożywczego.
26 maja 1966 ludność miasta wystąpiła w obronie mienia kościelnego. Zostali brutalnie stłumieni przez oddziały ZOMO i funkcjonariuszów SB (tzw. pacyfikacja brzeska).
Przez Brzeg biegła droga państwowa nr 34 (do grudnia 1985 roku) i droga międzynarodowa E22 (do 1983 roku), następnie droga krajowa nr 4 i trasa europejska E40.

### III Rzeczpospolita
W 1992 miasto opuściło wojsko radzieckie.
Do 31 grudnia 2001 Brzeg był siedzibą wiejskiej gminy Brzeg, przemianowanej na gminę Skarbimierz, z siedzibą w Skarbimierzu-Osiedlu.

## Demografia
Według danych GUS z 30 czerwca 2018, Brzeg miał 35995 mieszkańców (4. miejsce w województwie opolskim i 128. w Polsce), powierzchnię 14,6 km² (20. miejsce w województwie opolskim i 427. miejsce w Polsce) i gęstość zaludnienia 2471,6 os./km².
Mieszkańcy Brzegu stanowią około 39,53% populacji powiatu brzeskiego, co stanowi 3,65% populacji województwa opolskiego.
| Opis                              | Ogółem | Ogółem | Kobiety | Kobiety | Mężczyźny | Mężczyźny |
| --------------------------------- | ------ | ------ | ------- | ------- | --------- | --------- |
| jednostka                         | osób   | %      | osób    | %       | osób      | %         |
| populacja                         | 36110  | 100    | 18947   | 52,4    | 9929      | 47,6      |
| gęstość zaludnienia (mieszk./km²) | 2471,6 | 2471,6 | 1297,7  | 1297,7  | 1173,9    | 1173,9    |

### Liczba mieszkańców miasta
1825 – 9992
1875 – 16438
1880 – 17508
1885 – 18899
1890 – 20154
1910 – 29095
1925 – 27344
1933 – 29816
1939 – 29580
1995 – 39937
1996 – 39658
1997 – 39837
1998 – 39764
1999 – 39165
2000 – 39169
2001 – 39081
2002 – 38841
2003 – 38718
2004 – 38550
2005 – 38379
2006 – 38163
2007 – 37842
2008 – 37625
2009 – 37609
2010 – 37346
2011 – 37329
2012 – 37261
2013 – 36980
2014 – 36675
2015 – 36469
2016 – 36292
2017 – 36110
2018 – 35995
2019 – 35709
2020 – 35226
2021 – 34778

### Pochodzenie
Powojenna ludność Brzegu w przeważającej mierze była ludnością napływową z różnych stron Polski. Przedwojenni niemieccy mieszkańcy miasta zostali po 1945 roku wysiedleni, a na ich miejsce napłynęli w zdecydowanej większości Polacy. Według profesora Leszka Kosińskiego, struktura ludnościowa Brzegu w 1950 roku pod względem pochodzenia terytorialnego przedstawiała się następująco:
| Pochodzenie              | Liczba mieszkańców | Procentowo |
| ------------------------ | ------------------ | ---------- |
| Obszary w granicach ZSRR | 5 144              | 40,28%     |
| Woj. rzeszowskie         | 911                | 7,13%      |
| Woj. krakowskie          | 826                | 6,47%      |
| Woj. katowickie          | 767                | 6,01%      |
| Woj. kieleckie           | 749                | 5,86%      |
| Woj. łódzkie z Łodzią    | 604                | 4,73%      |
| Woj. poznańskie          | 533                | 4,17%      |
| Miasto Warszawa          | 469                | 3,67%      |
| Woj. lubelskie           | 387                | 3,03%      |
| Woj. warszawskie         | 365                | 2,86%      |
| Woj. bydgoskie           | 289                | 2,26%      |
| Zagranica oprócz ZSRR    | 200                | 1,57%      |
| Woj. białostockie        | 145                | 1,14%      |
| Woj. opolskie            | 97                 | 0,76%      |
| Pozostali                | 461                | 3,61%      |
| Ludność napływowa ogółem | 11 947             | 93,55%     |
| Autochtoni               | 824                | 6,45%      |
| Ogółem                   | 12 771             | 100%       |

## Zabytki

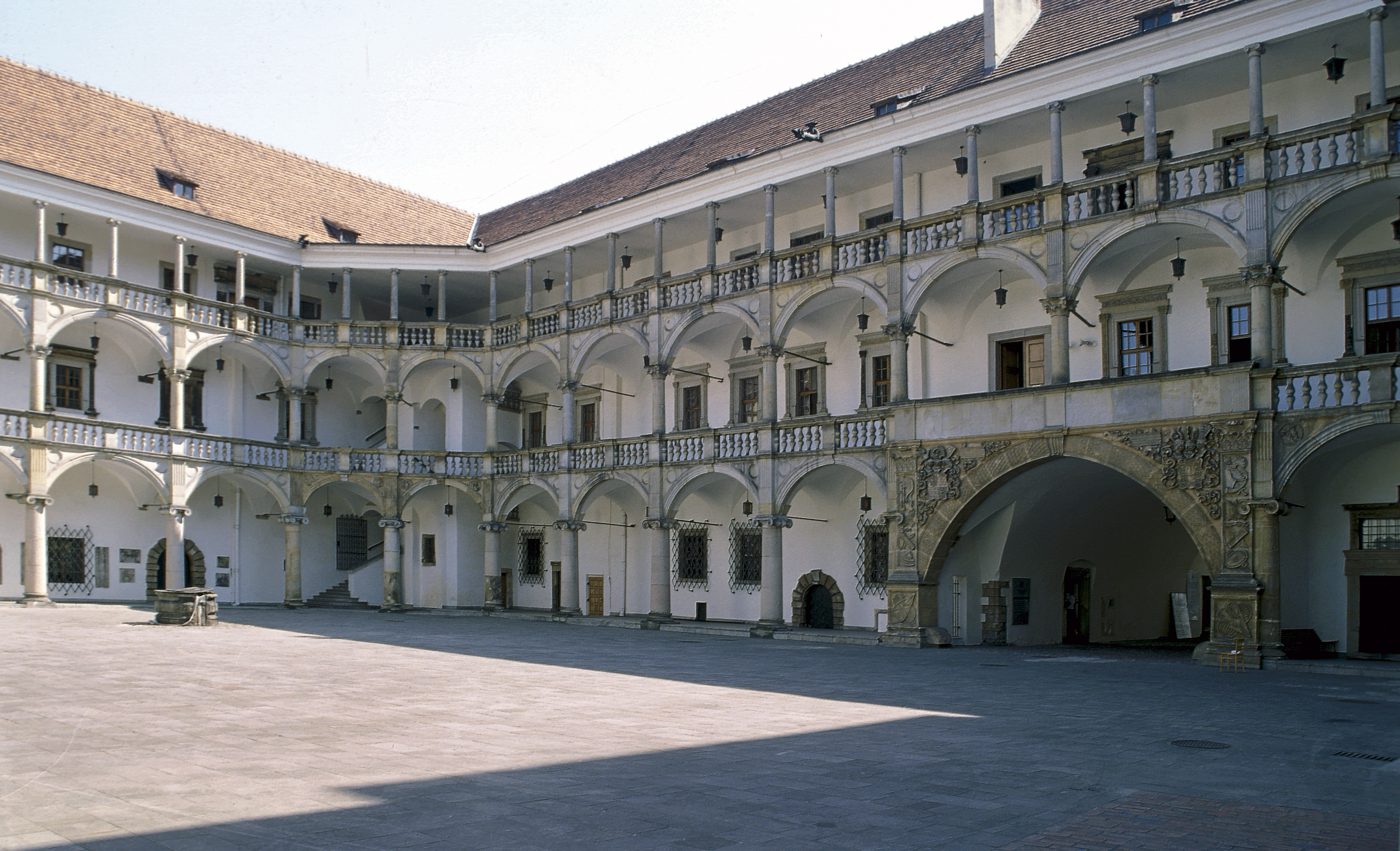
Fragment dziedzińca zamkowego

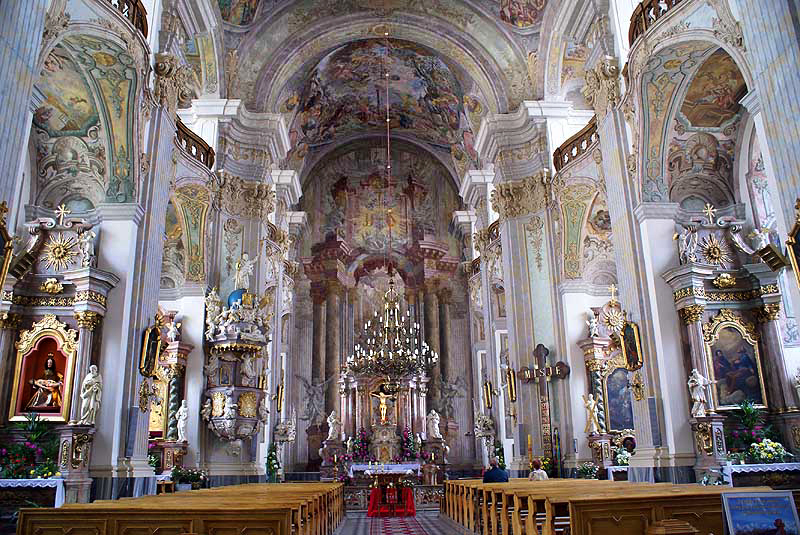
Wnętrze kościoła św. Krzyża (XVIII w.)

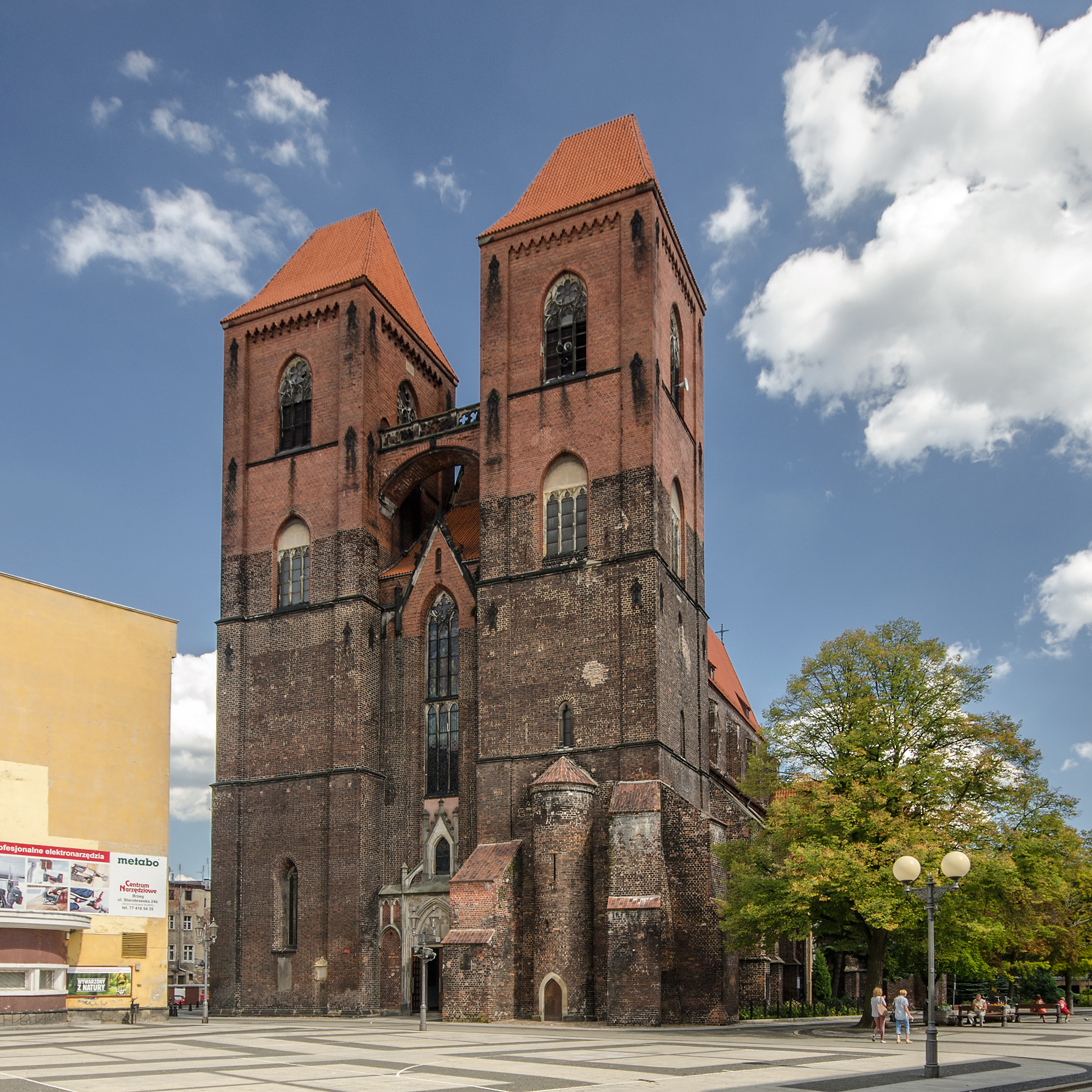
Kościół pw. św. Mikołaja

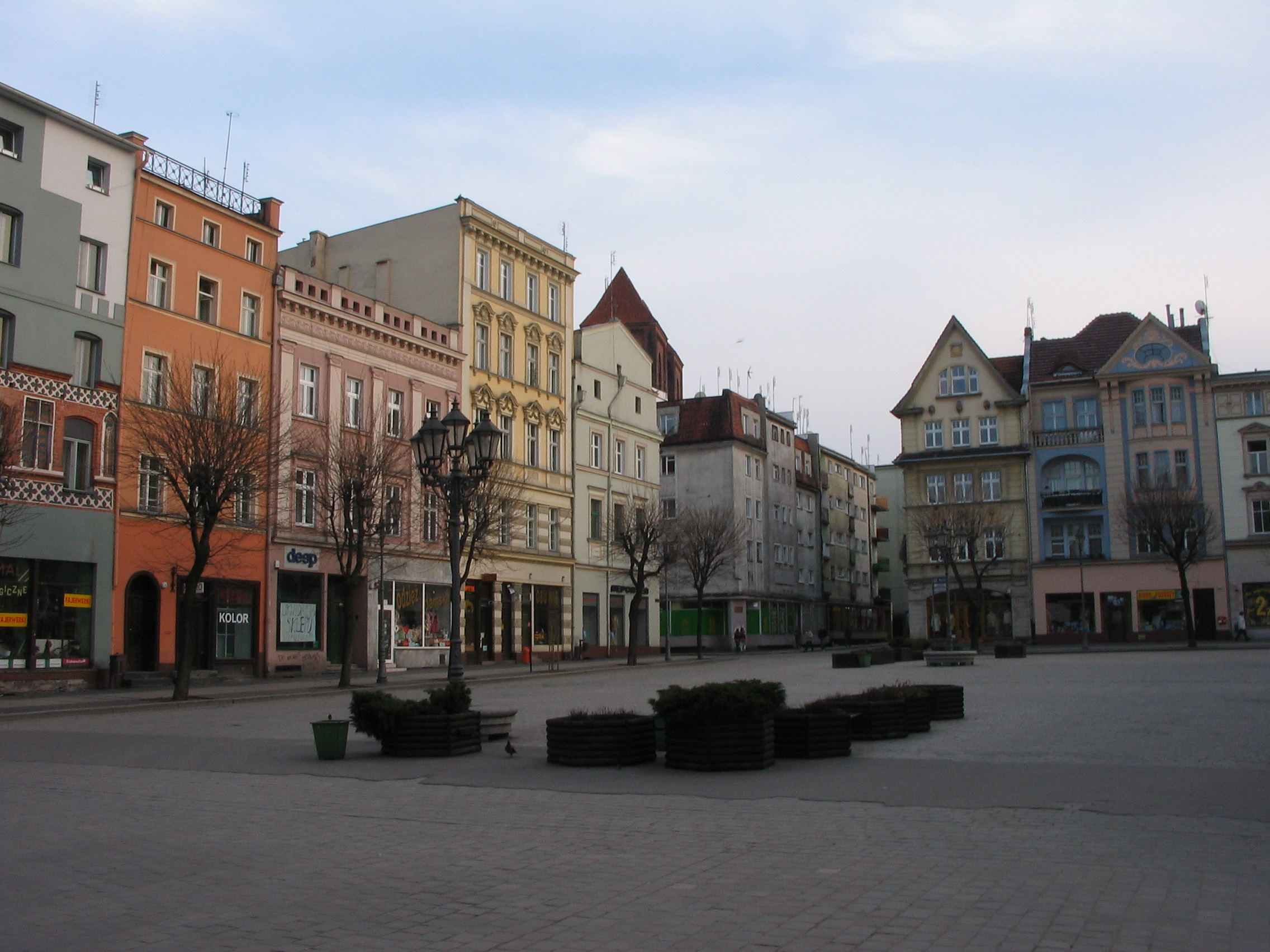
Kamienice przy rynku w Brzegu

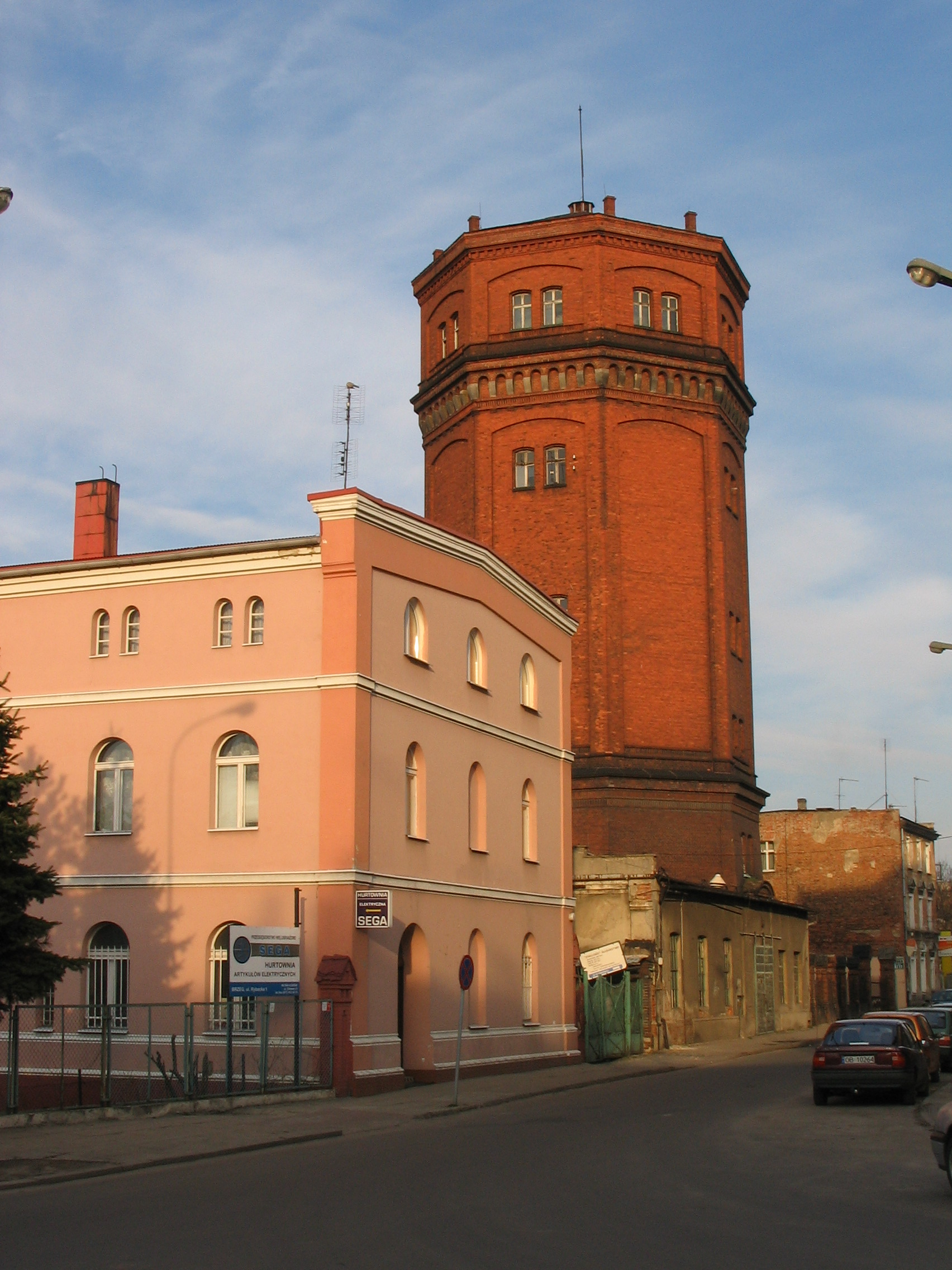
Wieża ciśnień przy ulicy Rybackiej

- renesansowy Zamek Piastów Śląskich z XIII-XVI wieku, zwany Śląskim Wawelem, zespół zamkowy (z kaplicą) jest wpisany na listę zabytków klasy międzynarodowej (według dawnej klasyfikacji – klasy „0”).
- Układ urbanistyczny Starego Miasta, z połowy XIII w., zmieniony po 1945.
- Kościoły:
  - kościół pw. św. Mikołaja, gotycki (1370–1417)
  - kościół Podwyższenia Krzyża Św. z XVIII wieku, barokowy z iluzjonistycznymi freskami Jana Kubena z lat 1739–1745
  - dawny kościół franciszkanów, gotycki, najstarsza świątynia Brzegu, wzmiankowana w 1285, z klasztorem
  - kościół ewangelicko-augsburski im. św. Łukasza, pierwotnie staroluterski, poświęcony w dniu 10 października 1897
- Barokowe figury śś. Jana Nepomucena i Tadeusza Judy z 1722, postawione przed fasadą kościoła Podwyższenia Św. Krzyża w 1755.
- Pomnik Św. Trójcy na pl. Zamkowym, barokowy, wzniesiony w 1731.
- Budynek ratusza, z XIV wieku, przebudowany w latach 1569–1571.
- Gimnazjum Piastowskie założone w 1569.
- Kamienice mieszczańskie:
  - Rynek pod nr 19 (aktualnie pod nr 18) – renesansowa fasada z 1621 (rekonstrukcja).
  - Rynek, cała pierzeja wschodnia zawiera fragmenty kamienic z XIV wieku.
  - Chopina 1, renesansowa z 1597.
  - Jabłkowa 5, barokowa kamienica Kreyera z 1715.
  - Jabłkowa 7, kamienica z 1797 w stylu empire.
- Brama Odrzańska z lat 1595–1596.
- Stare Koszary fryderycjańskie, z lat 1781–1782.
- Planty – pozostałości twierdzy bastionowej wzniesionej wokół średniowiecznego miasta. Budowę rozpoczęto od 1572, kilkakrotnie rozbudowywana w XVII, XVIII i XIX wieku, rozebrana w 1807 i zamieniona w XIX wieku na zespół parków, dzisiaj Planty.
- Zespół ulic o zabudowie modernistycznej i eklektycznej, które zostały zabudowane w XIX wieku, po likwidacji twierdzy.
  - Willa Löbbeckego z XIX wieku przy ul. Króla B. Chrobrego, z fontanną z Trytonem (fontanna przeniesiona na zamek).
  - Budynek sądu na rogu ul. Chrobrego i Armii Krajowej. Zbudowany w latach 1898–1903.
  - Willa Neugebauera (właściciela cukrowni „Concordia”; dzisiejsze Nadodrzańskie Zakłady Przemysłu Tłuszczowego) przy ul. Jana Pawła II. Wzniesiona w 1898 w stylu eklektycznym, obiekt otoczony ogrodem, w którym zachowały się liczne krzewy rododendronu i innych roślin.
  - Chłopiec z łabędziem – fontanna w Parku Centralnym.
- Dawna kaplica cmentarna Św. Krzyża, dziś kościół garnizonowy. Obecnego kształtu nabrała w 1724.
- Wieża ciśnień przy ulicy Rybackiej z 1877.
- Czerwone Koszary z początku XIX wieku.
- Synagoga z 1799.
- Cmentarz żydowski
- Nieistniejące pomniki niemieckie z lat 1878–1939[32].
  - pomnik Fryderyka II Wielkiego, aut. Louis Sussmann-Hellborn postawiony w 1878.
  - pomnik cesarza Niemiec Wilhelma I aut. Johannes Boese postawiony w 1900.
  - pomnik Marcina Lutra aut. Robert Hanig postawiony w 1905.
  - pomnik kanclerza Rzeszy Ottona von Bismarcka aut. Heinrich Victor Seifert postawiony w 1908.
  - pomnik burmistrza miasta Juliusa Peppela postawiony w 1911 na terenie parku nazwanego jego imieniem, obecnie Park Wolności
  - monument poświęcony bohaterom wojny francusko-pruskiej 1870–1871 postawiony w 1918.
  - pomnik pierwszego prezydenta Niemiec Friedricha Eberta postawiony w 1927.
  - monumentalne założenie pomnikowe „Pomnik Bohaterów” aut. Hans Damman, Heinrich Victor Seifert i architekt Höpner postawione w 1928.

## Pomniki przyrody

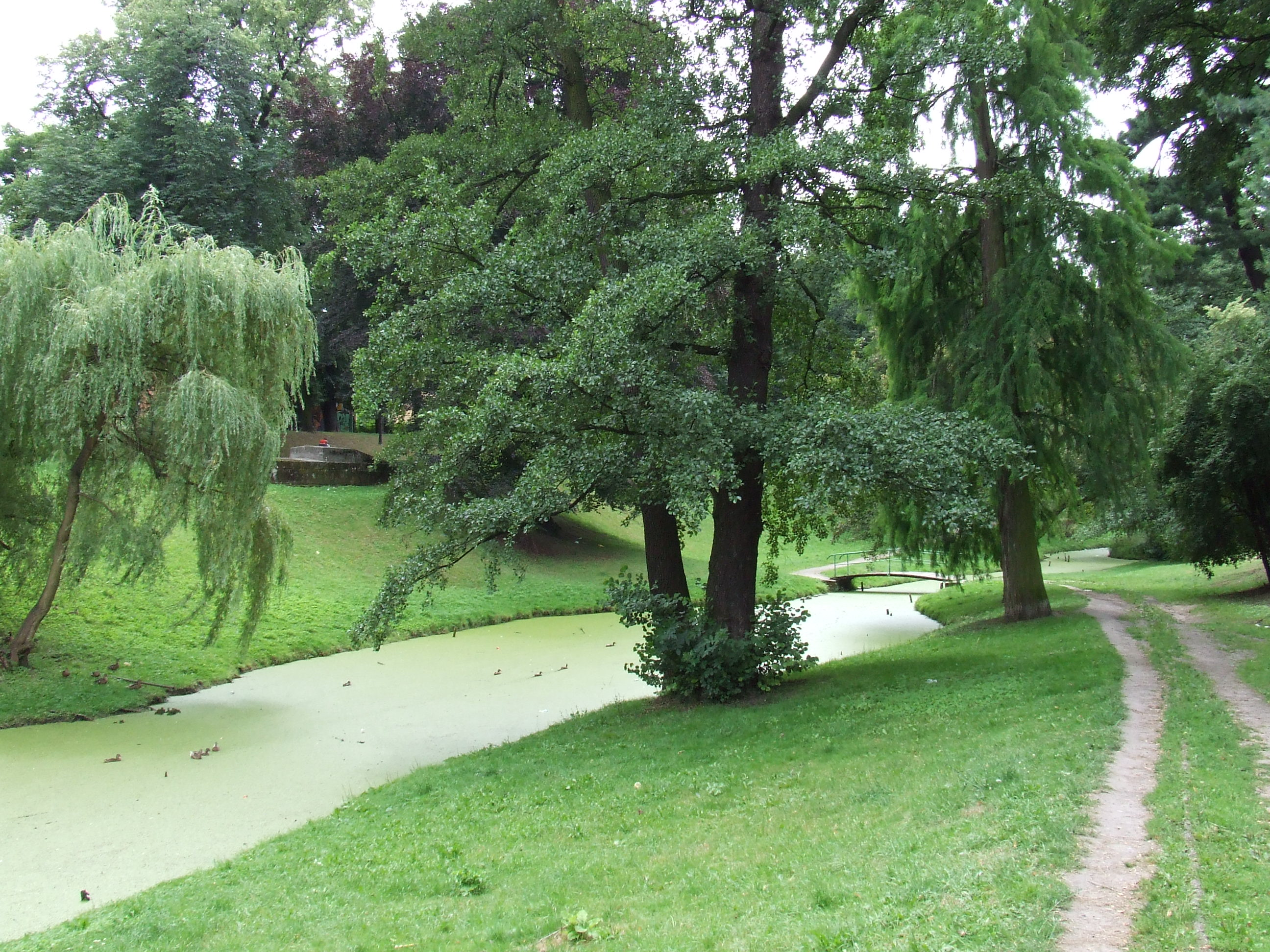
Park Chrobrego w zespole plant miejskich

W Brzegu jest 51 pomników przyrody: lipa srebrzysta, 17 dębów szypułkowych, dąb burgundzki, dąb czerwony, 24 platany klonolistne, jesion wyniosły, cis pospolity, tulipanowiec amerykański, buk pospolity, dwa miłorzęby chińskie, cypryśnik błotny

## Gospodarka
Brzeg jest ośrodkiem przemysłowym i gospodarczym, zarówno w województwie opolskim, jak i w skali całego kraju. W mieście wyróżnić możemy fabryki maszyn rolniczych, silników elektrycznych, zakłady tłuszczowe, cukiernicze.
W 2017 wskaźnik bezrobocia w Brzegu wynosił 9,8%. Przeciętne miesięczne wynagrodzenie brutto w Brzegu wynosiło 3 858,63 zł.
18,5% aktywnych zawodowo mieszkańców Brzegu pracuje w sektorze rolniczym (rolnictwo, leśnictwo, rybołówstwo i przemysł wydobywczy), 35,8% w sektorze przemysłowym (przemysł przetwórczy i budownictwo), a 15,5% w sektorze usługowym (handel, naprawa pojazdów, transport, zakwaterowanie i gastronomia, informacja i komunikacja) i 2,6% pracuje w sektorze finansowym (działalność finansowa i ubezpieczeniowa, obsługa rynku nieruchomości).

## Przedsiębiorstwa
W Brzegu, przy ul. Małujowickiej, znajduje się Podstrefa Wałbrzyskiej Specjalnej Strefy Ekonomicznej o powierzchni 54 ha.
Przy ul. Starobrzeskiej 7 znajduje się Przedsiębiorstwo Wyrobów Cukierniczych „Odra”. Do 2008 działał Browar Brzeg. Przy ul. Fabrycznej 2 swoją siedzibę ma Fabryka Maszyn Rolniczych Agromet, która jest jednym z zakładów produkcyjnych Unia Group.

## Transport

### Transport drogowy

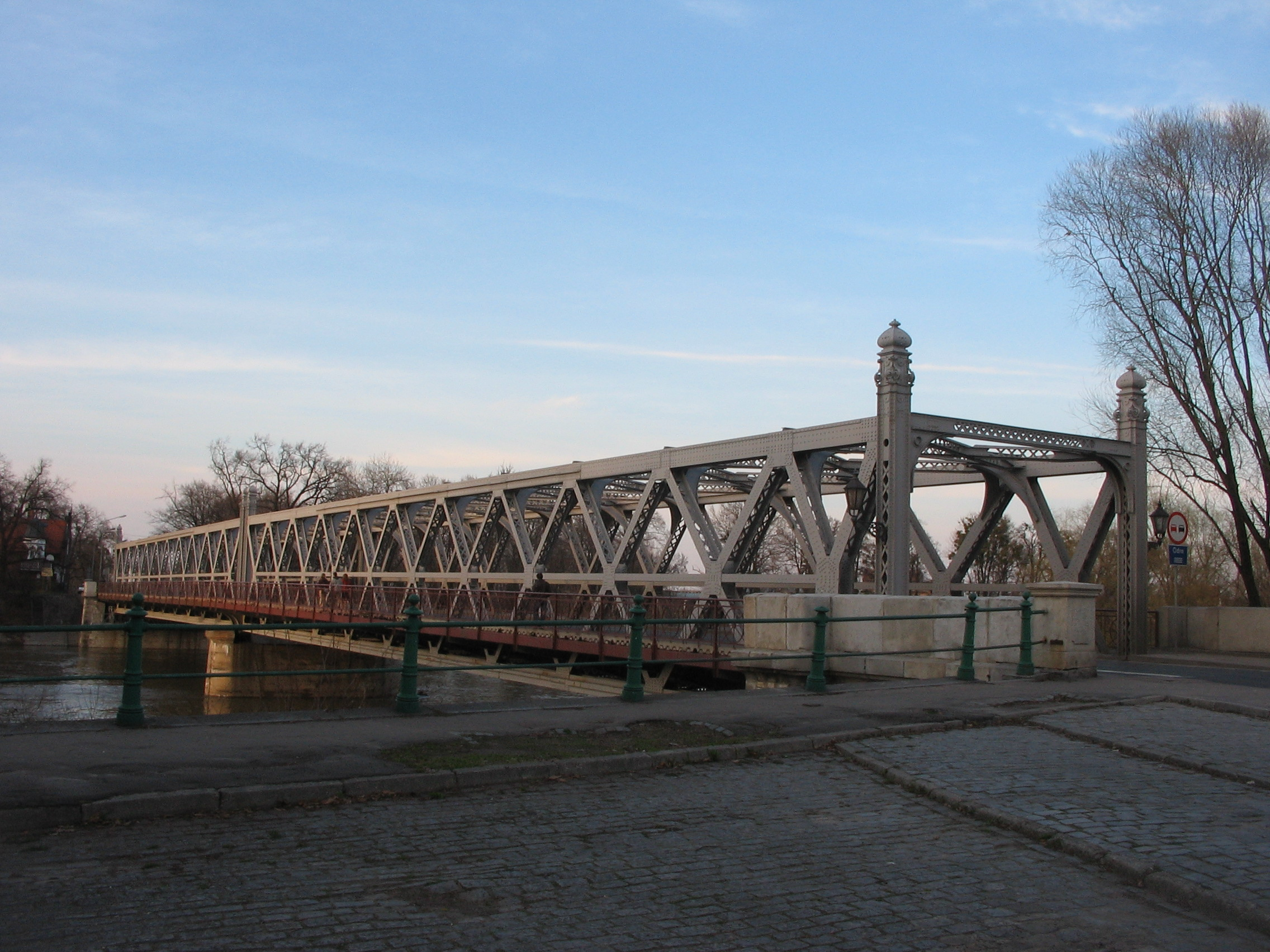
Most Piastowski w Brzegu

Przez Brzeg przebiegają drogi krajowe:
- A4E40  granica państwa z Niemcami – Zgorzelec – Węgliniec – Bolesławiec – Legnica – Wrocław – Brzeg – Opole – Prószków – Strzelce Opolskie – Gliwice – Chorzów – Katowice – Mysłowice – Jaworzno – Chrzanów – Kraków – Wieliczka – Gmina Kłaj – Bochnia – Brzesko – Tarnów – Dębica – Rzeszów – Jarosław – Przemyśl – granica państwa z Ukrainą
- 39 Łagiewniki – Strzelin – Biedrzychów – Owczary – Brzeg – Namysłów – Kępno
- 94 Bolesławiec – Krzywa – Chojnów – Legnica – Prochowice – Wrocław – Brzeg – Opole – Strzelce Opolskie – Toszek – Pyskowice – Bytom – Będzin – Sosnowiec – Dąbrowa Górnicza – Olkusz – ... – Tarnów – Rzeszów – Jarosław – Radymno – droga 1698R

Sieć uzupełniają drogi wojewódzkie:
- 401 Brzeg – Grodków – Pakosławice
- 457 Brzeg – Dobrzeń Wielki

### Transport kolejowy

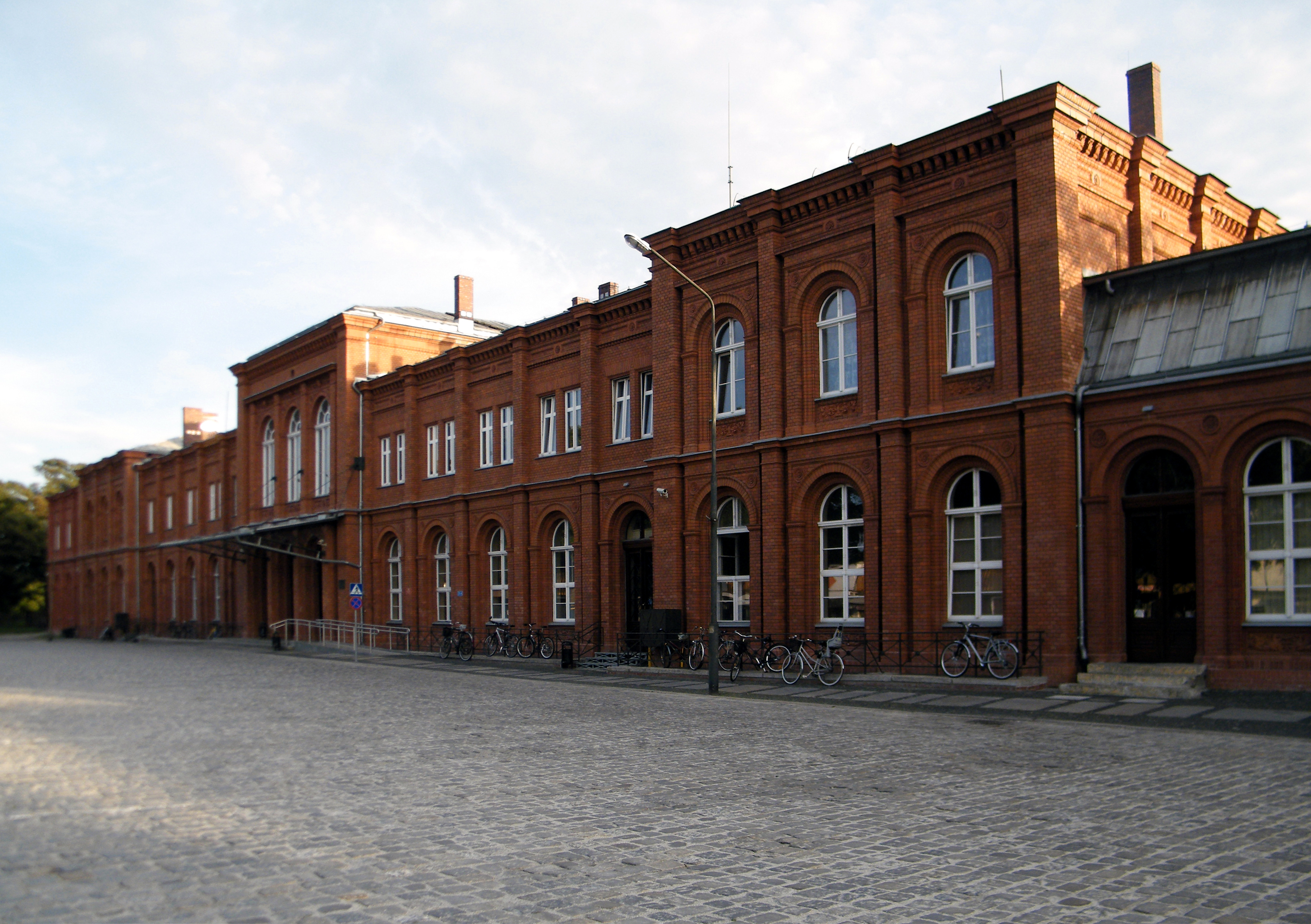
Dworzec kolejowy w Brzegu

Brzeg posiada dobrze rozwinięty transport kolejowy. Stacja PKP Brzeg jest obsługiwana przez PKP Intercity i Polregio. Miasto posiada bezpośrednie połączenia kolejowe z Opolem, Wrocławiem, Krakowem, Warszawą, Katowicami, Poznaniem, Szczecinem, Zieloną Górą, Lublinem, Kielcami, Przemyślem, Zamościem, Nysą.
Stacja w Brzegu, położona w połowie drogi między Wrocławiem a Opolem, jest jedną z najstarszych stacji w Polsce i leży na najstarszej linii uruchomionej na obecnych ziemiach polskich. Kolej dotarła do Brzegu w sierpniu 1842 roku. Dworzec w Brzegu, który zbudowano w latach 1869–1870 jest wpisany do rejestru zabytków.
| Brzeg                                                      |  |                                |
| Linia nr 132 Bytom – Wrocław Gł. (139,447 km)              |  |                                |
| Łosiówodległość: 9,406 km                                  |  | Lipki odległość: 8,629 km      |
| Linia nr 288 Nysa – Brzeg (47,404 km)                      |  |                                |
| Olszankaodległość: 7,207 km                                |  |                                |
| Linia nr 304 Brzeg – Łagiewniki Dzierżoniowskie (0,000 km) |  |                                |
|                                                            |  | Małujowice odległość: 6,430 km |

### Komunikacja miejska
Przewozy autobusowe zapewnia przedsiębiorstwo PKS Brzeg. Ważniejsze kierunki to Wrocław, Opole, Grodków, Namysłów, Nysa, Karpacz, Strzelin, Wiązów. W niedziele uruchamiany jest specjalny kurs do Szklarskiej Poręby.
Komunikację miejską (zbiorową) zapewnia miastu także spółka PKS Brzeg uruchamiająca 8 linii na terenie miasta i gminy – 0A, 0B, 1, 2, 2A, 3, 5 i 8 – z czego ta ostatnia uruchamiana jest tylko w okresie wakacyjnym.
Dworzec autobusowy w Brzegu znajduje się na Placu Dworcowym.

### Lądowisko
W 2013 przy ul. Mossora oddano do użytku sanitarne lądowisko przeznaczone jest do wykonywania startów i lądowań śmigłowców sanitarnych i ratowniczych o dopuszczalnej masie startowej do 5700 kg w dzień i w nocy.

## Oświata
Na terenie Brzegu działa: 10 przedszkoli, 6 szkół podstawowych, 5 szkół ponadpodstawowych, szkoła muzyczna, 5 szkół językowych, 1 szkoła wyższa i 2 szkoły policealne.
| Przedszkola - Przedszkole Publiczne nr 1, ul. Jana Pawła II 7 - Przedszkole Publiczne nr 2, ul. Ofiar Katynia 9 - Przedszkole Publiczne nr 3, ul. Zielona 23 - Przedszkole Publiczne nr 4, ul. Chrobrego 37 - Przedszkole Publiczne nr 5, ul. Bohaterów Monte Cassino 1 - Przedszkole Publiczne nr 6, ul. Wysoka 1 - Integracyjne Przedszkole Publiczne nr 7, ul. Gaj 1 - Przedszkole Publiczne nr 8, ul. Towarowa 2 - Przedszkole Publiczne nr 10, ul. ks. Makarskiego 5 - Przedszkole Publiczne nr 11, ul. Spacerowa 2 Szkoły podstawowe - Publiczna Szkoła Podstawowa nr 1 im. Stefana Żeromskiego, ul. Chrobrego 13 - Publiczna Szkoła Podstawowa nr 3 im. Jana Kochanowskiego, ul. Kamienna 2 - Publiczna Szkoła Podstawowa nr 5 im. Mikołaja Kopernika, ul. Robotnicza 22 - Publiczna Szkoła Podstawowa nr 6 im. Tadeusza Kościuszki, ul. Poprzeczna 1 - Publiczna Szkoła Podstawowa nr 7 Specjalna, ul. Mossora 4 - Publiczna Szkoła Podstawowa nr 8 (tzw. tysiąclatka), ul. Lompy 1 |  | Szkoły ponadpodstawowe - I Liceum Ogólnokształcące im. Bolesława Chrobrego, ul. Armii Krajowej 7 - II Liceum Ogólnokształcące im. Zbigniewa Herberta, ul. 1 Maja 7 - Zespół Szkół Budowlanych im. Księcia Jerzego II Piasta, ul. Kamienna 3 - Zespół Szkół Ekonomicznych, ul. Jana Pawła II 28 - Zespół Szkół Zawodowych nr 1 im. Marii Skłodowskiej-Curie, ul. Słowiańska 18 Szkoły policealne - Medyczne Studium Zawodowe, ul. Ofiar Katynia 25 - Policealne Studium Zawodowe – Zespół Szkół Ekonomicznych, ul. Jana Pawła II 28 Szkoły wyższe - Wyższa Szkoła Humanistyczno-Ekonomiczna, ul. Piastowska 14 Inne - Państwowa Szkoła Muzyczna I stopnia im. Józefa Elsnera, ul. Piastowska 18 - Szkoła Języków Obcych „Glottis”, ul. Chrobrego 18 - Centrum Językowe Expert, ul. Długa 21 - Szkoła Języków Obcych „Progress”, ul. Chrobrego 17 - Centrum Językowe „Sun”, ul. Rzemieślnicza 7 - Filia Centrum Języków Obcych i Edukacji „Poliglotus” w Opolu, ul. Trzech Kotwic 11B |

## Kultura
Treść tej sekcji może nie być zgodna z zasadami neutralnego punktu widzenia.
Dokładniejsze informacje o tym, co należy poprawić, być może znajdują się w dyskusji tej sekcji.
 Po wyeliminowaniu niedoskonałości należy usunąć szablon {{Dopracować}} z tej sekcji.

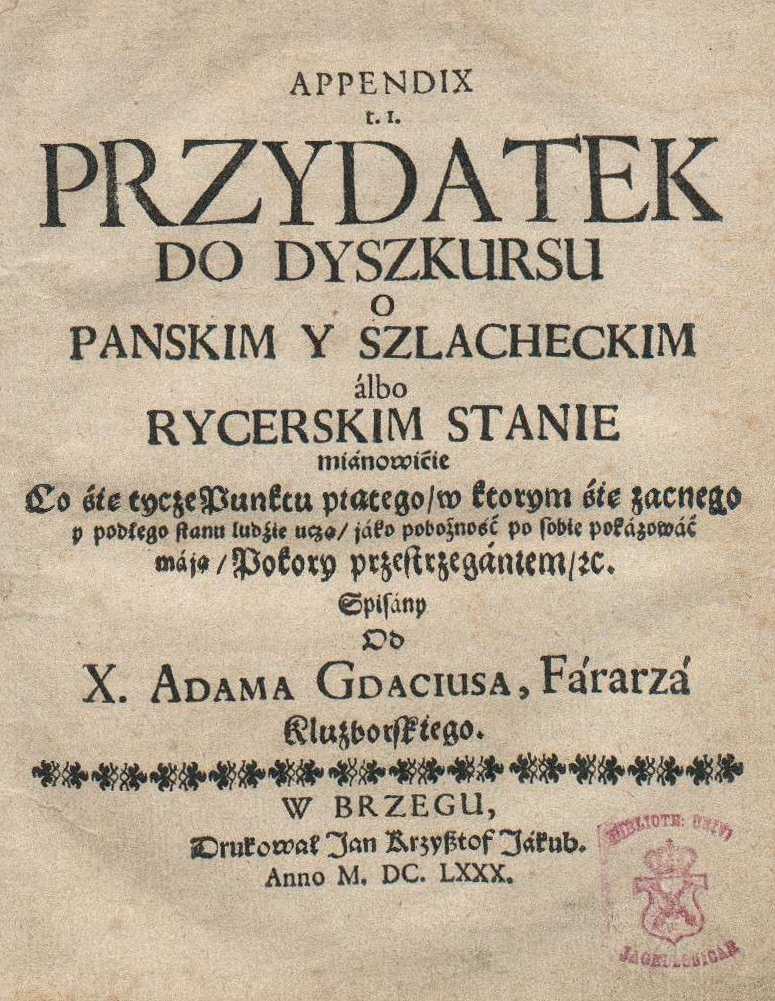
Pierwsze wydanie z roku 1680 książki Adama Gdacjusza Przydatek do dyszkursu o pańskim i szlacheckim albo rycerskim stanie.

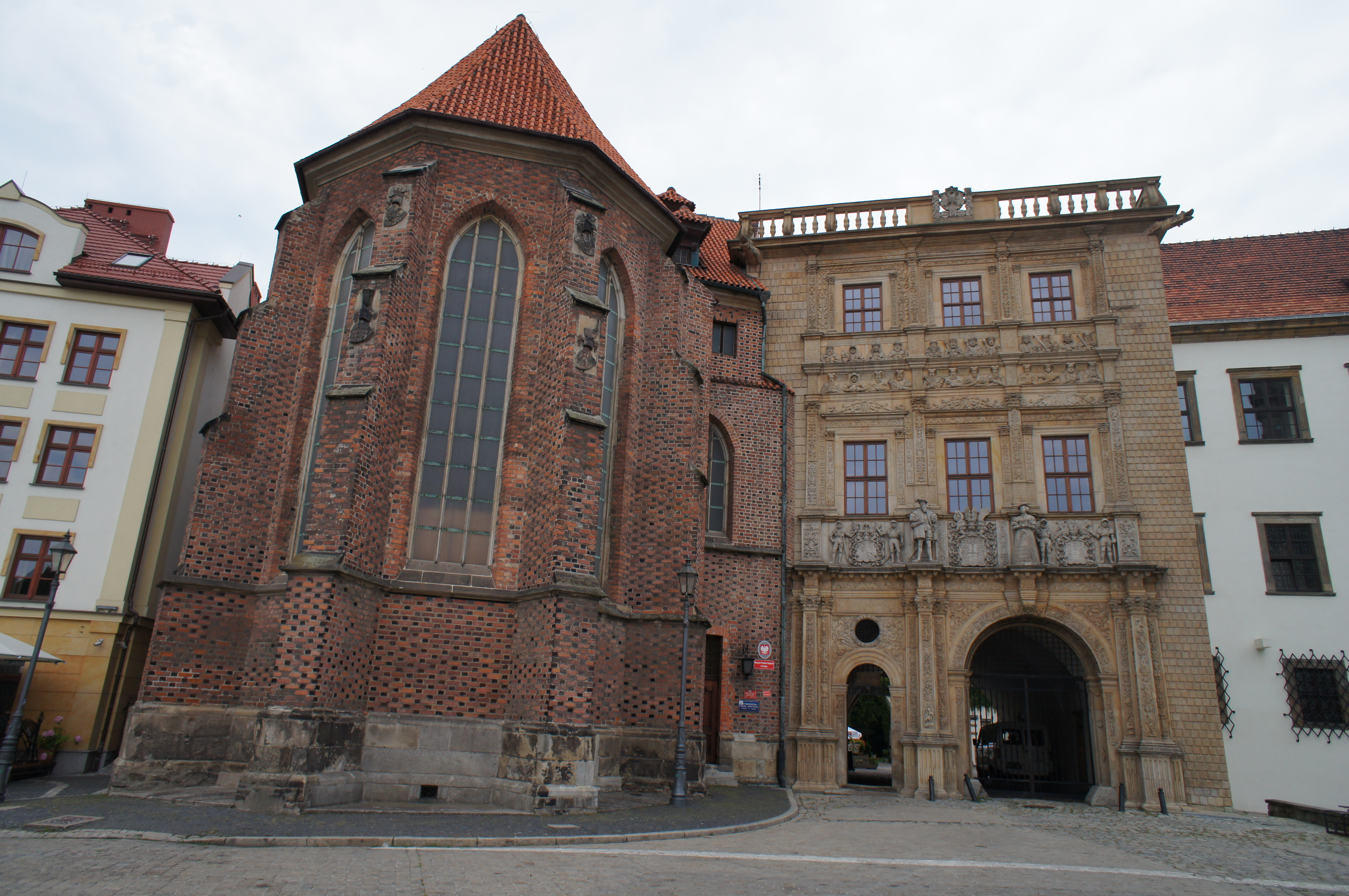
Kościół pw. św. Jadwigi w zespole Zamku Piastów Śląskich (ob. muzeum) i brama zamku

Brzeg od wieków był ważnym ośrodkiem kulturalnym. Muzyka, literatura, plastyka i teatr były nieodłącznym elementem życia dworu książęcego brzeskich Piastów i miasta. Obecni animatorzy działań kulturalnych stworzyli z Brzegu nowe centrum kulturalne w kraju. Brzeg otworzył swoje bramy przed artystami i zadbał o rozwój kulturowy mieszkańców. Dzięki działalności animacyjnej Muzeum Piastów Śląskich i Brzeskiego Centrum Kultury, miasto Brzeg przyciąga organizatorów imprez, m.in.: Międzynarodowy Festiwal „Wratislavia Cantans”, Festiwal Muzyczny „Porozumienie” (obecnie „Eurosilesia”) Wrocławski Festiwal Jazzowy „Jazz nad Odrą”, Międzynarodowy Konkurs im. F. Liszta. Koncerty, wystawy, plenery malarskie, jarmarki renesansowe i spektakle odbywają się w stylowych komnatach, na dziedzińcu Zamku Piastów Śląskich, w kościołach pw. św. Mikołaja Bpa, pw. Podwyższenia Krzyża Świętego i pw. Miłosierdzia Bożego, w sali teatralnej Brzeskiego Centrum Kultury, w Galerii Sztuki Współczesnej i Wielkiej Sali Stropowej renesansowego Ratusza, a także w Amfiteatrze Miejskim i na brzeskim Rynku.

### Brzeskie Centrum Kultury

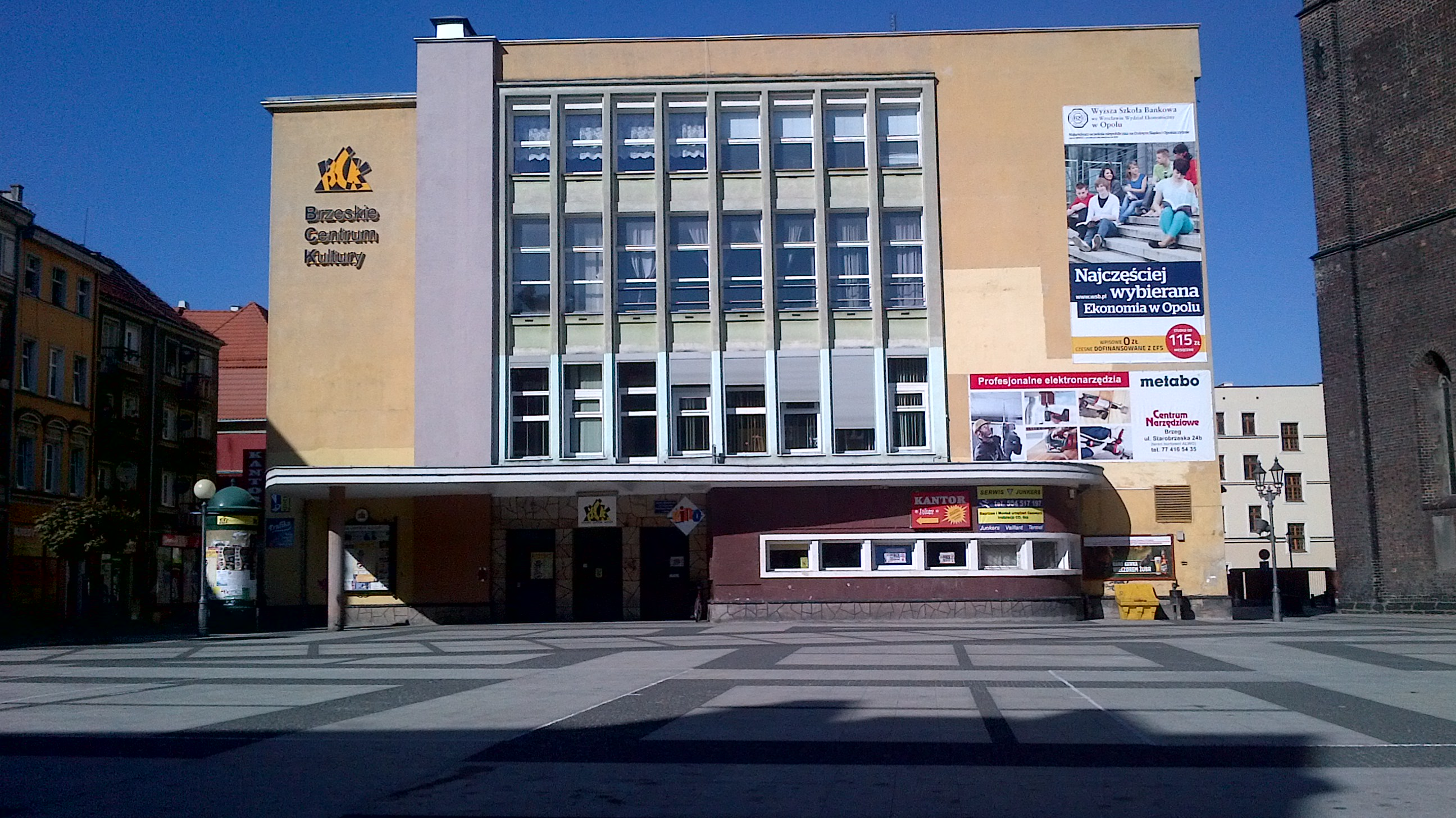
Brzeskie Centrum Kultury

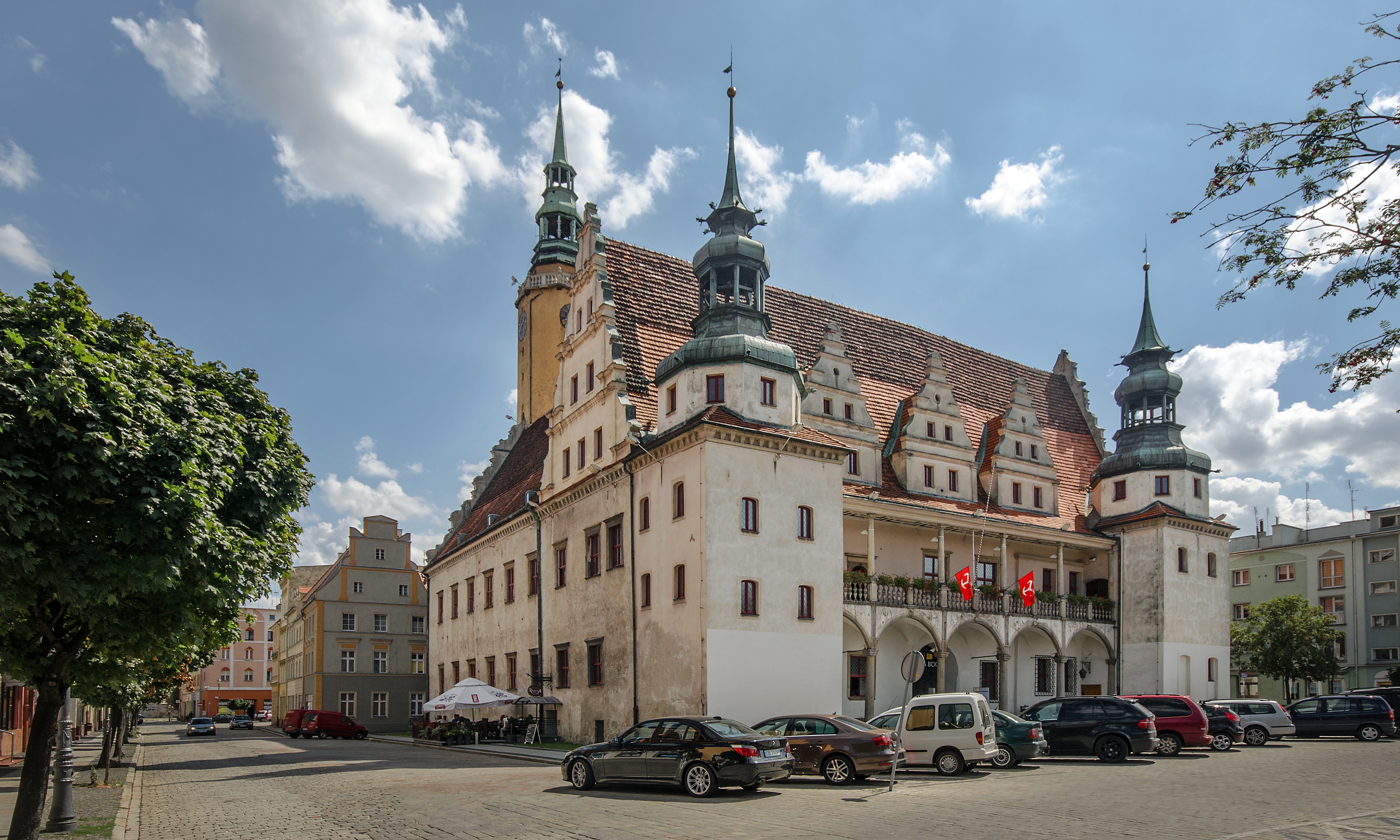
Renesansowy ratusz (1569–1577)

Brzeskie Centrum Kultury (do 1992: Brzeski Dom Kultury) otwarto w lutym 1967, po dziesięcioletnim remoncie działającego w latach międzywojennych teatru miejskiego – Brieger Stadttheater.
Brzeskie Centrum Kultury obejmuje swą działalnością:
- Dom Kultury (przy ul. Mlecznej 5),
- Galerię Sztuki Współczesnej w brzeskim Ratuszu,
- Amfiteatr Miejski (na ok. 5000 widzów) przy ul. B. Chrobrego,
- Kino „Centrum” działające w budynku Domu Kultury – reaktywowane w listopadzie 2004,
- Tymczasowa siedziba BCK (spowodowana przez remont[86]) – przy ul. Jabłkowej 5

Brzeskie Centrum Kultury jest organizatorem imprez artystycznych. W latach 70. zorganizowane zostały w trzech edycjach koncerty tzw. „Małego Jazzu nad Odrą”, będącego „filią” wrocławskiego festiwalu „Jazz nad Odrą”. Podczas imprezy wystąpiły gwiazdy europejskiego jazzu i muzyki jazz-rockowej, w tym: SBB z Józefem Skrzekiem na czele, Novi Singers, Trio Bartkowski-Karolak-Namysłowski, Hagaw, muzycy z Republiki Czeskiej i Szwajcarii. Brzeg organizował także Ogólnopolski Festiwal Muzyki Współczesnej „Brzeskie Kontakty Muzyczne”, „Opolskie Spotkania Muzyczne”, Ogólnopolskie warsztaty dla piosenkarzy i zespołów wokalno-instrumentalnych, w trakcie których wykładowcami byli m.in.: Janusz Kondratowicz, Waldemar Parzyński, Stanisław Śliwiński, Zbigniew Górny, Krzysztof Heering, Krzysztof Barcik, Wojciech Zieliński, Janusz Koman, Marcin Pospieszalski, Elżbieta Zapendowska, Adam Bubiłek i wielu innych.

### Brzeskie imprezy kulturalne i festiwale
Oferta kulturalna miasta wzbogaciła się w ostatnich latach o wiele ogólnopolskich imprez: Ogólnopolski Festiwal Teatrów Różnych Form „Theatron”, Muzyczną Scenę Młodych „Bariery Kariery” (obecnie Brzeskie Konfrontacje Muzyczne). Do tradycyjnych imprez organizowanych w Brzeskim Centrum Kultury należą też: Przegląd Kolęd i Pastorałek „Brzeskie kolędowanie”, Ogólnopolski Festiwal Piosenki Religijnej „Corda Cordi” i Festiwal Piosenki Angielskiej „Face the music” organizowany wspólnie ze Stowarzyszeniem FPA.
Wśród laureatów Festiwalu znaleźli się: Alicja Bachleda-Curuś – Zosia z Pana Tadeusza w reżyserii A. Wajdy, Justyna Świrniak – laureatka programu TVN „Zostań gwiazdą”, Grzegorz Markocki – laureat telewizyjnej „Szansy na sukces”, który zadebiutował w filmie W. Adamka Poniedziałek, Mirosław Witkowski z Nowego Sącza, Monika Urlik z Dzierżoniowa, Kamila Juda z Wrocławia – laureatka „Szansy na sukces” z Budką Suflera, Beata Pieczywek (pseudonim artystyczny: Beata Wald) z Grunwaldu – laureatka „Szansy na sukces” z Beatą Kozidrak oraz Grand Prix VIII FPA w Brzegu, która wygrała finał „Szansy na sukces” w Sali Kongresowej w Warszawie w maju 2003. i Georgina Tarasiuk z Białej Podlaskiej – laureatka Kategorii Dziecięcej VI FPA.
Brzeg zorganizował także Międzynarodowy Plener Malarski w ramach cyklicznego projektu „Festiwal kultur – Średniowiecze Brzeg 2006” i Międzynarodowy Plener Malarski „Festiwal kultur – Renesans Brzeg 2008”, Międzynarodowy Festiwal Sztuki Ulicznej „BuskerBus” Wrocław – Brzeg – Jelenia Góra – Zielona Góra 2008. Po 30. latach przerwy doszło do reaktywacji koncertów Międzynarodowego Festiwalu Jazzowego „Jazz nad Odrą w Brzegu”, a także w 2008 roku zorganizowano po raz pierwszy Festiwalu Piosenki Francuskiej.
Od roku 2018 odbywa się w Brzegu coroczny Festiwal Tanga Argentyńskiego  – „Alegria en Brzeg”, który przyciąga miłośników tego tańca z całego świata, organizowany przez Fundację Tango-Si, wcześniej funkcjonujący pod nazwą "Magia Tanga".
Od 2014 roku na Zamku w Brzegu odbywa się Ogólnopolska Konferencja Genealogiczna organizowana przez regionalne towarzystwo genealogiczne Opolskich Genealogów.

### Instytucje kulturalne
- Miejska Biblioteka Publiczna im. Księcia Ludwika I
- Wojewódzka Biblioteka Pedagogiczna

### Zespoły muzyczne
- Lustrum (symfoniczny black metal)[88]
- Melther (viking metal)[89]
- Rebirth (symfoniczny black metal)[90]
- Shadowmore (thrash metal)[91]

## Media lokalne

### Prasa
- „Nowa Trybuna Opolska” – oddział w Brzegu
- „Gazeta Brzeska” – najstarsza w Brzegu, ukazuje się od 1990, obecnie bezpłatny dwutygodnik, wydawca prywatny
- „Kurier Brzeski” – tygodnik wydawany od 1993, obecnie przez Brzeską Oficynę Wydawniczą s.c.
- „Panorama Powiatu” – lokalny tygodnik wydawany przez brzeg24.pl, dystrybuowany na terenie powiatu brzeskiego,
- „Express Brzeski” – od marca 2010, gazeta grupy Expressy Dolnośląskie wydawana raz na miesiąc
- „Brzeska Regionalna” – ukazuje się od września 2011, bezpłatny tygodnik dystrybuowany na terenie całego powiatu

### Radio
- Radio Opole – oddział w Brzegu
- Radio Park – oddział w Brzegu
- Radio z Pasją – internetowa rozgłośnia Brzeskiego Centrum Kultury

### Portale
- Brzeg24.pl – portal informacyjny tygodnika Panorama Powiatu, zawierający najaktualniejsze informacje z powiatu brzeskiego
- KurierPlus.pl – portal powiązany z tygodnikiem Kurier Brzeski
- Forum Brzeg (forumbrzeg.pl) – dyskusyjno-informacyjne forum mieszkańców miasta Brzeg
- Brzeg.com.pl – Najstarszy Portal Miejski
- InfoBrzeg.pl – ukazuje się codziennie od 14 grudnia 2008 roku
- TwójBrzeg.pl – miejski portal informacyjny
- Fajnybrzeg.pl – miejski portal informacyjno-kulturalny
- TubaBrzegu.pl – multimedialny portal informacyjny, serwisy video
- Brzeg News – multimedialny portal informacyjny założony w 2019 r.

## Religia

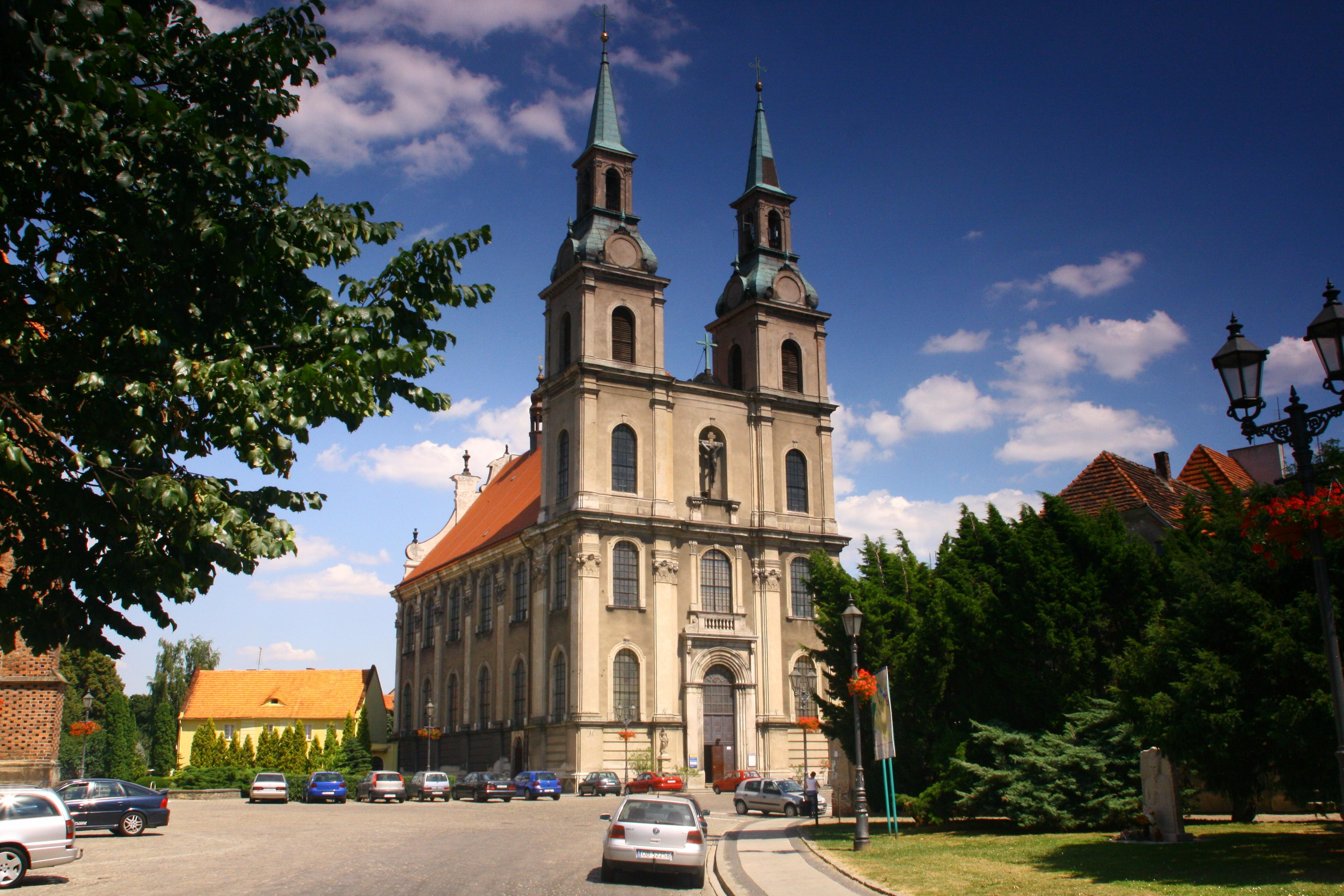
Kościół Podwyższenia Krzyża Świętego

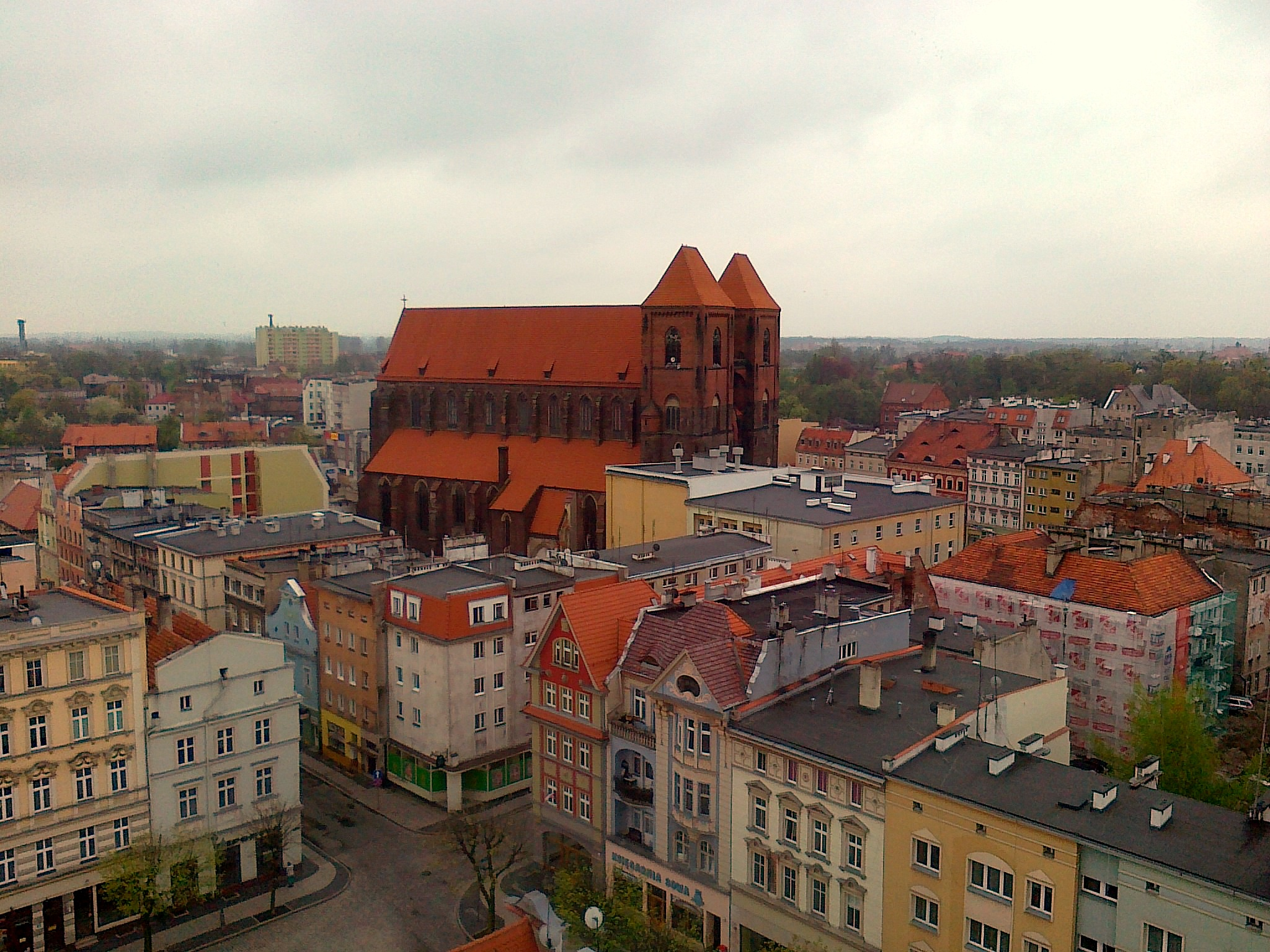
Kościół św. Mikołaja

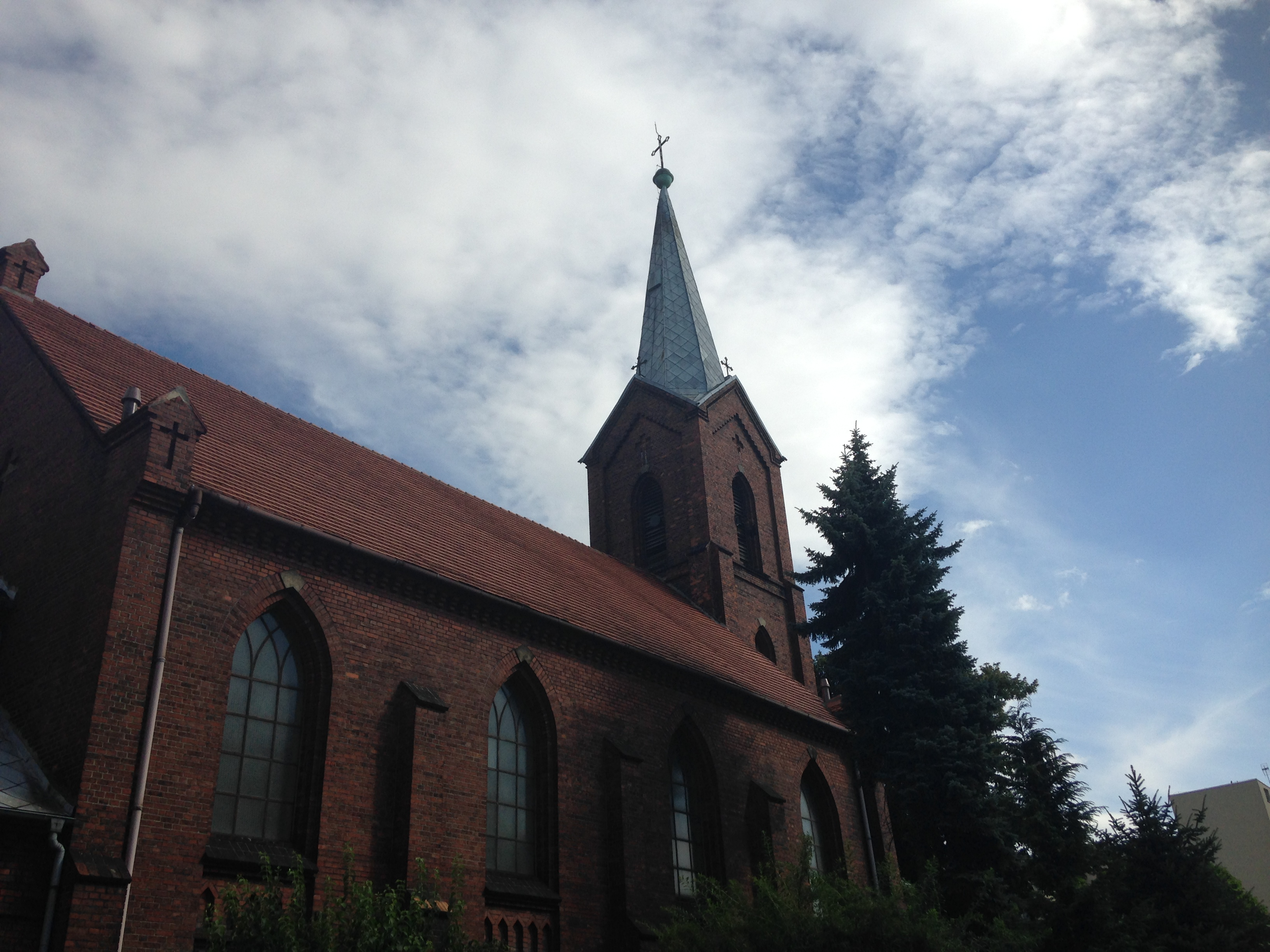
Kościół ewangelicko-augsburski św. Łukasza

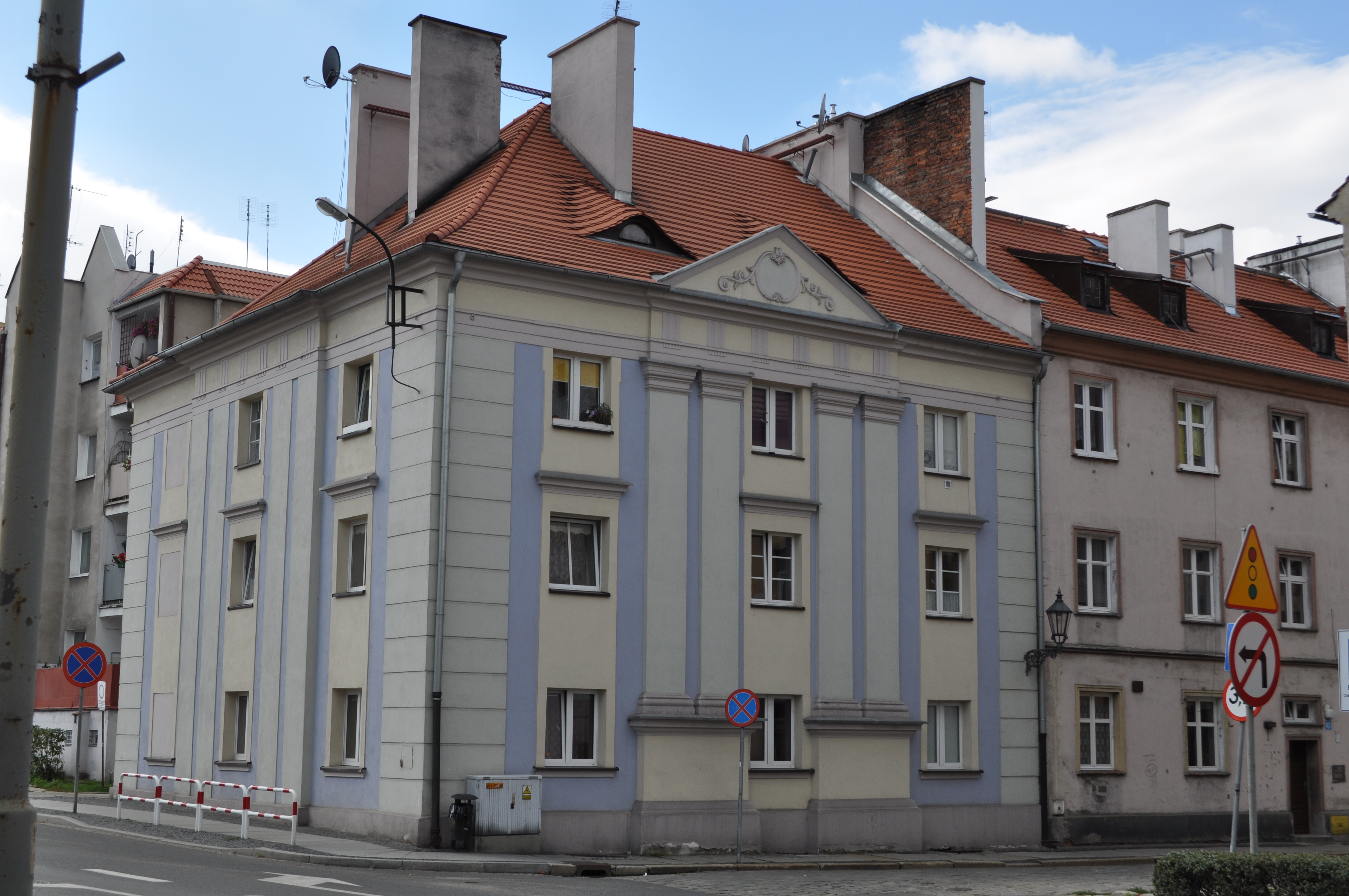
Synagoga

### Wspólnoty wyznaniowe

#### Kościół rzymskokatolicki
- Dekanat Brzeg północ[92]:
  - parafia Podwyższenia Krzyża Świętego (ul. Pańska 1)[92]
    - kościół Podwyższenia Krzyża Świętego (ul. Pańska 1)
    - kościół św. Jadwigi Śląskiej (Plac Zamkowy 4)
- Dekanat Brzeg południe[92]:
  - parafia Miłosierdzia Bożego (ul. ks. K. Makarskiego 49)[92]
    - kościół Miłosierdzia Bożego (ul. ks. K. Makarskiego 49)[93]

  - parafia św. Mikołaja (ul. Jana Pawła II 9)[92]
    - kościół św. Mikołaja (ul. Długa)[94]
- Ordynariat Polowy Wojska Polskiego[95]:
  - parafia wojskowa Zmartwychwstania Pańskiego[95]
    - kościół Zmartwychwstania Pańskiego (ul. Ofiar Katynia 57)[94][96]

#### Kościół greckokatolicki
- punkt duszpasterski w Brzegu, nabożeństwa prowadzone są w kościele rzymskokatolickim św. Jadwigi Śląskiej (Plac Zamkowy 4)[97]

#### Kościół Ewangelicko-Augsburski w RP
- parafia ewangelicko-augsburska (ul. Władysława Łokietka 9a/1)[98]
  - kościół ewangelicko-augsburski św. Łukasza (ul. Władysława Łokietka 9)[99]

#### Kościół Zielonoświątkowy w RP
- Zbór „Chrześcijańska Społeczność” (ul. Piastowska 2)[100]

#### Chrześcijańska Wspólnota Zielonoświątkowa
- zbór w Brzegu (ul. Długa 43)[101]

#### Chrześcijańska Wspólnota Ewangeliczna
- placówka misyjna w Brzegu[102]

#### Świadkowie Jehowy
- zbory Brzeg-Wschód i Brzeg-Zachód (w tym grupa języka migowego) korzystające z Sali Królestwa mieszczącej się w budynku Sali Zgromadzeń w Skarbimierzu[103].

### Cmentarze
- Cmentarz Komunalny (ul. Starobrzeska 81)
- Cmentarz żydowski (ul. Makarskiego)

### Nieczynne obiekty sakralne
- kościół Świętych Apostołów Piotra i Pawła
- synagoga

## Sport
- Stal Brzeg – klub koszykówki kobiet (II liga) i mężczyzn (III liga)
- Orlik Brzeg – II liga piłkarzy ręcznych
- Orlik Brzeg – II liga futsalu grupa śląsko-opolska
- BTP Stal Brzeg – III liga śląsko-opolska w piłce nożnej
- WSH-E Stal Brzeg – III liga koszykówki męskiej
- Centrum Taekwon-do – brzeska sekcja Taekwon-do I.T.F
- Brzeska Liga Koszykówki – amatorska liga koszykówki
- MKS 6 Brzeg – klub softballowy, wielokrotny mistrz Polski i Europy w softballu
- Grabarze Skarbimierz – I liga baseballu
- UKS SAP Brzeg – uczniowski klub sportowy grający w lidze powiatowej w podokręgu opolskim
- Cukierki Odra Brzeg – klub występujący w ekstraklasie koszykarek w latach 2000–2012

## Polityka

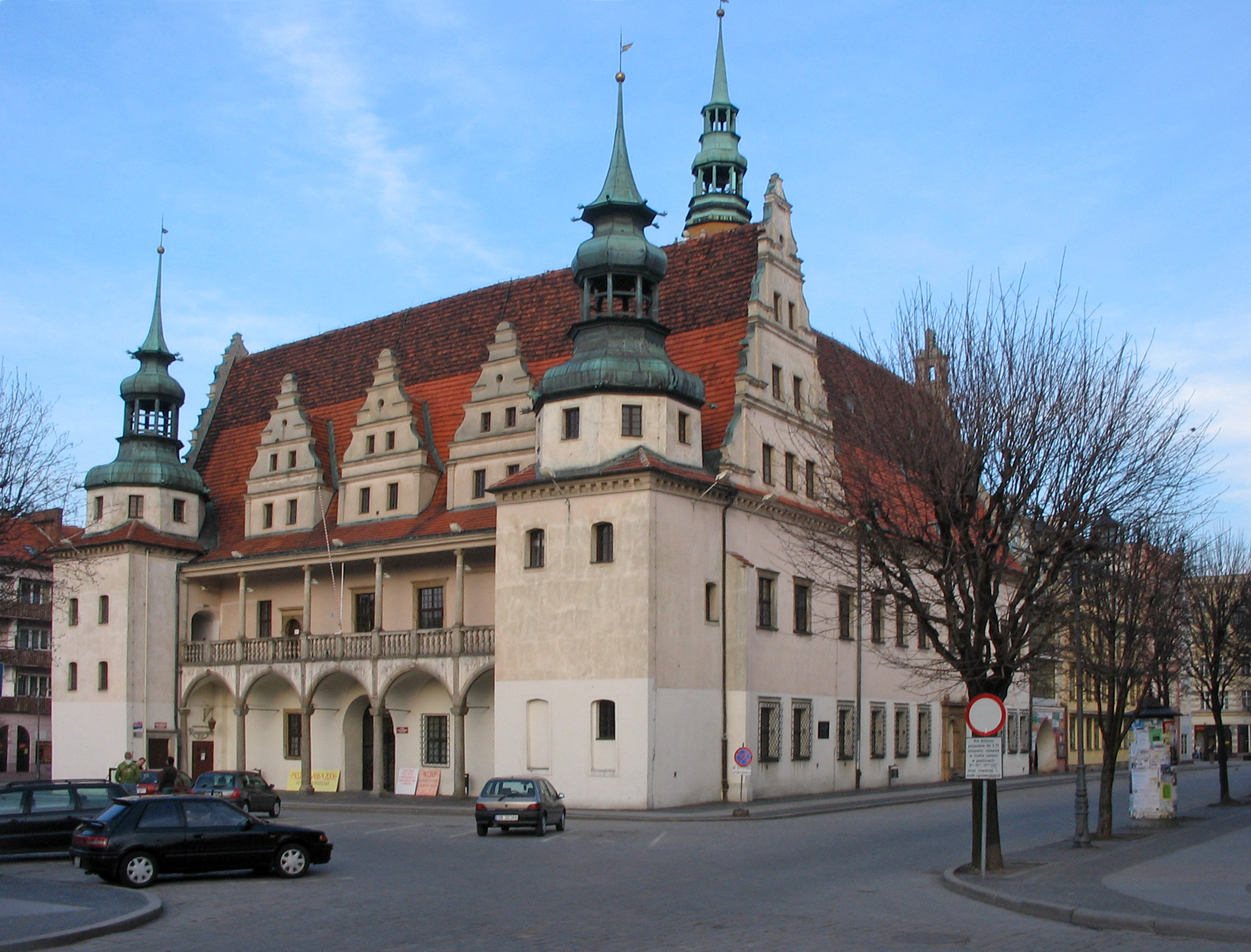
Ratusz w Brzegu

Miasto jest gminą miejską. Organem wykonawczym jest burmistrz. W wyborach samorządowych w 2018 na urząd został wybrany Jerzy Wrębiak, zaprzysiężony na urząd 20 listopada 2018. Drugą kadencję zakończył w 2024 roku. Wybory wygrała wtedy, pierwsza w dziejach miastach kobieta - Violetta Jaskólska-Palus, zaprzysiężona na urząd 7 maja 2024 roku.Siedzibą władz jest Urząd Miejski przy ul. Robotniczej 12. W mieście znajduje się starostwo powiatu brzeskiego.

### Rada Miejska
Mieszkańcy Brzegu wybierają do Rady Miejskiej 21 radnych.
Radni Rady Miejskiej VIII kadencji wybrani w wyborach samorządowych w 2024:
Kandydaci z PiS, którzy uzyskali mandat radnego:
Jerzy Wrębiak, Kazimierz Kozłowski, Andrzej Witkowski, Janusz Żebrowski, Dariusz Socha, Ryszard Różański, Katarzyna Grochowska, Elżbieta Stochnij
Kandydaci z PO, którzy uzyskali mandat radnego:
Tomasz Wikieł, Iwona Wojtycza-Frąckiewicz, Paweł Grabowski, Kamila Smoczkiewicz, Jadwiga Kulczycka, Ewa Kozioł, Waldemar Wysocki, Bożena Szczęsna
Kandydaci z Trzeciej Drogi, którzy uzyskali mandat radnego:
Marek Pyzowski, Tomasz Kubiak
Kandydatki ze stowarzyszenia TRZB, którzy uzyskali mandat radnego:
Ewelina Antonowicz
Kandydat z bezpartyjnego komitetu, który uzyskał mandat:
Grzegorz Chrzanowski 

## Współpraca międzynarodowa
Bliskie kontakty łączą Brzeg z zaprzyjaźnionymi i partnerskimi miastami: niemieckim Goslar, francuskim Bourg-en-Bresse i czeskim Beroun. Wielkim wydarzeniem okazała się organizacja międzynarodowych warsztatów artystycznych „Kultura dla młodych bez granic – Brzeg 2005”, w których udział wzięło około 40. młodych osób z Goslar i Beroun, a także młodzież polska.
| Miasto          | Kraj    | Data podpisania umowy |
| --------------- | ------- | --------------------- |
| Goslar          | Niemcy  | 7 maja 2000           |
| Beroun          | Czechy  | 21 maja 2002          |
| Bourg-en-Bresse | Francja | 5 października 2006   |

## Sąsiednie gminy
Lubsza, Skarbimierz

## Ludzie związani z Brzegiem

### Honorowi Obywatele Miasta
- Kurt Masur (1996)[108]
- Jan Milun (2005)[109]
- Roland Reche (2010)[110]
- Stanisław Gawłowski (2012)[111]
- Paweł Kozerski (2018)[112]